# Großreuth bei Schweinau
Großreuth bei Schweinau ist ein Stadtteil im Südwesten Nürnbergs und ein statistischer Bezirk Nürnbergs, der zum Statistischen Stadtteil 6 “Westliche Außenstadt” gehört. In Großreuth leben circa 6000 Menschen. Im Stadtteil sind drei Kindergärten sowie eine Schule vorhanden, wobei ein Kindergarten zur Dunant-Grundschule gehört. Die evangelische Thomaskirche liegt im Herzen von Großreuth bei Schweinau.

## Lage
Der Stadtteil Großreuth grenzt im Westen an Kleinreuth bei Schweinau, im Südwesten an Gebersdorf und im Osten an Sündersbühl. Im Norden liegt Gaismannshof und im Südosten Schweinau.

## Geschichte
1303 übertrug der Nürnberger Burggraf Konrad II. († 1314) den Ort als Jahrtagsstiftung mit elf weiteren Orten, darunter auch Großreuth, dem Domkapitel Bamberg. In beiden Markgrafenkriegen (1449–1450 und 1552–1555) wurde der Ort niedergebrannt, 1632 lag er mitten im Kriegsschauplatz des Dreißigjährigen Kriegs.
Gegen Ende des 18. Jahrhunderts gab es in Großreuth bei Schweinau 26 Anwesen (3 Höfe, 10 Halbhöfe, 8 Gütlein, 4 Häuser, 1 Hirtenhaus). Das Hochgericht übte das brandenburg-ansbachische Oberamt Schwabach aus, was aber von der Reichsstadt Nürnberg bestritten wurde. Die Dorf- und Gemeindeherrschaft und die Grundherrschaft über alle Anwesen hatte das bambergische Dompropsteiamt Fürth inne.
Im Rahmen des Gemeindeedikts wurde 1808 der Steuerdistrikt Großreuth gebildet, zu dem Felsen bei Stein, Gebersdorf und Kleinreuth gehörten. Im selben Jahr entstand die Ruralgemeinde Großreuth, die deckungsgleich mit dem Steuerdistrikt war. Sie war in Verwaltung und Gerichtsbarkeit dem Landgericht Nürnberg zugeordnet und in der Finanzverwaltung dem Rentamt Fürth. Ab 1862 gehörte Großreuth zum Bezirksamt Nürnberg. Die Gerichtsbarkeit liegt seit 1879 beim Amtsgericht Nürnberg. Die Finanzverwaltung wurde 1871 vom Rentamt Nürnberg übernommen (1919 in Finanzamt Nürnberg umbenannt). 1875 wurde auf dem Gemeindegebiet der Bahnhof Nürnberg-Stein errichtet. Die Gemeinde hatte 1885 eine Gebietsfläche von 6,805 km².
Die Gemeinde Großreuth bei Schweinau wurde am 1. Januar 1899 nach Nürnberg eingemeindet.
Südlich der Wallensteinstraße wurde 1949 das Studio Franken des Bayerischen Rundfunks, daneben 1995 der Neubau der Landesgewerbeanstalt Bayern eröffnet. Im Statistischen Bezirk 60 lebten am 31. Dezember 1997 4331 Einwohner.
Am 8. April 2025 wurde zwischen der Züricher Straße, der Gerhart-Hauptmann-Straße, der Hartungstraße und der Genfer Straße der Züricher Park eröffnet.

### Einwohnerentwicklung
Gemeinde Großreuth bei Schweinau
| Jahr      | 1818   | 1840   | 1852   | 1855   | 1861   | 1867   | 1871   | 1875   | 1880   | 1885  | 1890   | 1895   | 1900   |
| Einwohner | 379    | 530    | 555    | 548    | 502    | 537    | 554    | 631    | 634    | 652   | 695    | 711    | 774    |
| Häuser    | 57     | 59     |        |        |        |        | 62     |        |        | 95    |        |        | 90     |
| Quelle    | [ 10 ] | [ 11 ] | [ 12 ] | [ 12 ] | [ 13 ] | [ 12 ] | [ 14 ] | [ 12 ] | [ 12 ] | [ 7 ] | [ 12 ] | [ 12 ] | [ 15 ] |

Ort Großreuth bei Schweinau
| Jahr      | 001818 | 001840 | 001861 | 001871 | 001885 | 001900 |
| Einwohner | 197    | 266    | 234    | 261    | 253    | 291    |
| Häuser    | 29     | 28     |        |        | 50     | 32     |
| Quelle    | [ 10 ] | [ 11 ] | [ 13 ] | [ 14 ] | [ 7 ]  | [ 15 ] |

## Religion
Der Ort ist seit der Reformation überwiegend protestantisch. Die Einwohner evangelisch-lutherischer Konfession sind nach St. Thomas (Nürnberg) gepfarrt, die Einwohner römisch-katholischer Konfession sind nach Zu den Heiligen Schutzengeln (Nürnberg) gepfarrt.

## Baudenkmäler
- Evangelisch-lutherische Pfarrkirche St. Thomas
- Friedhof
- Wohnstallhäuser und Hofanlagen
- Wohnhäuser
- Gasthaus Apollon und Gasthaus Rottner

## Tradition
Die schon vor dem Krieg bestehende und seit 1979 wieder jedes Jahr stattfindende Großreuther Kärwa (andernorts auch Kirchweih genannt) gehört zur Tradition des Stadtteils und wird immer sehr gut besucht. Die Kärwa fällt immer auf den ersten Sonntag im Juli und dauert fünf Tage. Der Tatsache zum Trotz, dass Großreuth mittlerweile zu einem modernen, großen Stadtteil gereift ist und derzeit durch den Bau einer neuen Wohnsiedlung wieder etwas von seiner dörflichen Atmosphäre abgeben muss, wird die Kärwatradition weiterhin nach altem Brauch gepflegt.

## Verkehr
Durch Großreuth führen zwei große Straßen, zum einen die Wallensteinstraße, welche in Großreuth beginnt und nach Gebersdorf führt, zum anderen die Rothenburger Straße stadtein- und -auswärts.
Die Versorgung mit öffentlichen Verkehrsmitteln ist durch VGN-Linien gewährleistet. Die U-Bahn Linie U3 bedient seit dem 15. Oktober 2020 den U-Bahnhof Großreuth bei Schweinau.

## Persönlichkeiten
- Christoph August Reichel (1715–1774), Kirchenlieddichter, lutherischer Geistlicher und Gymnasiallehrer

## Bilder

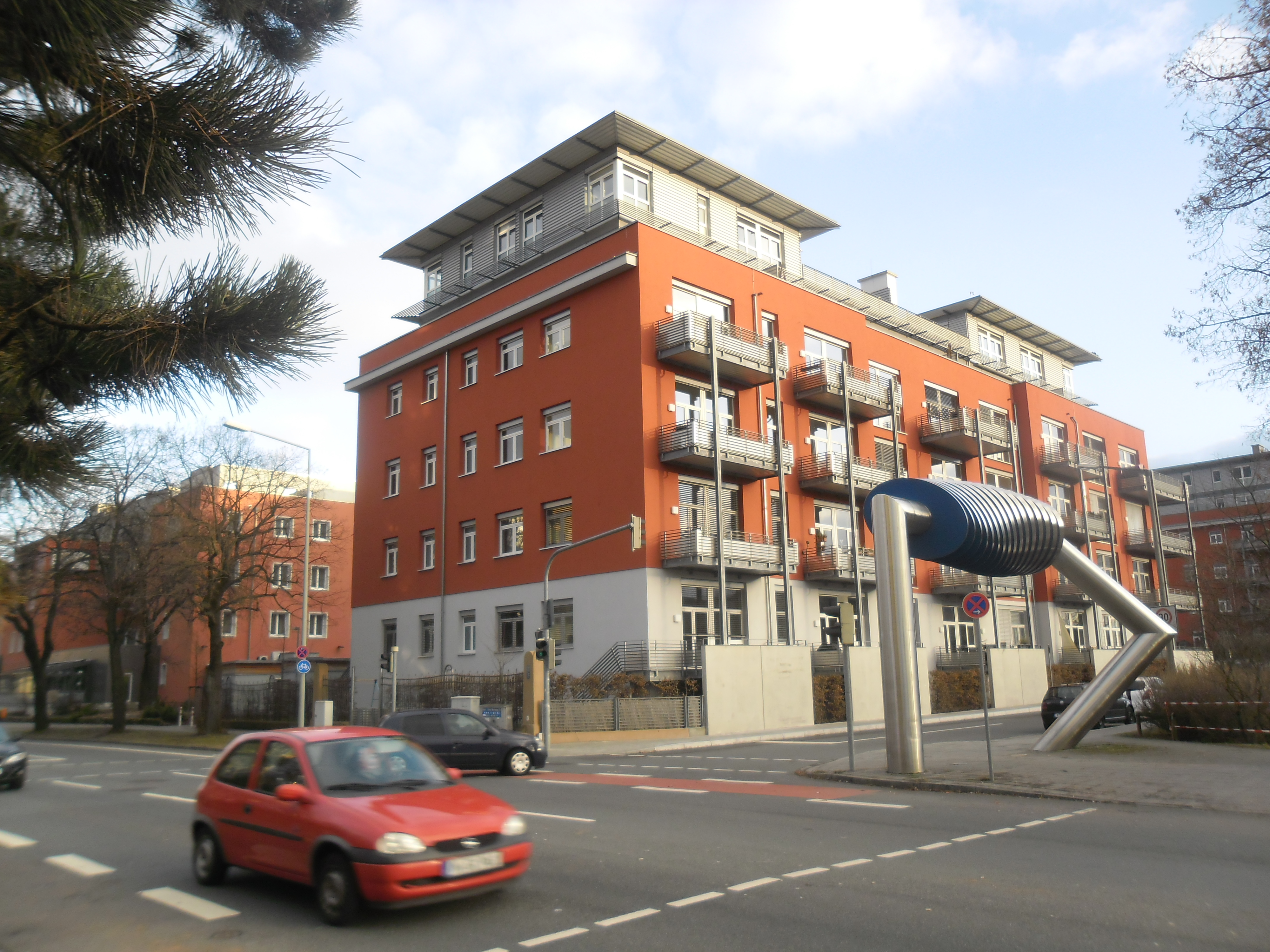
Wohnhaus an der Einmündung der Tillystraße in die Wallensteinstraße
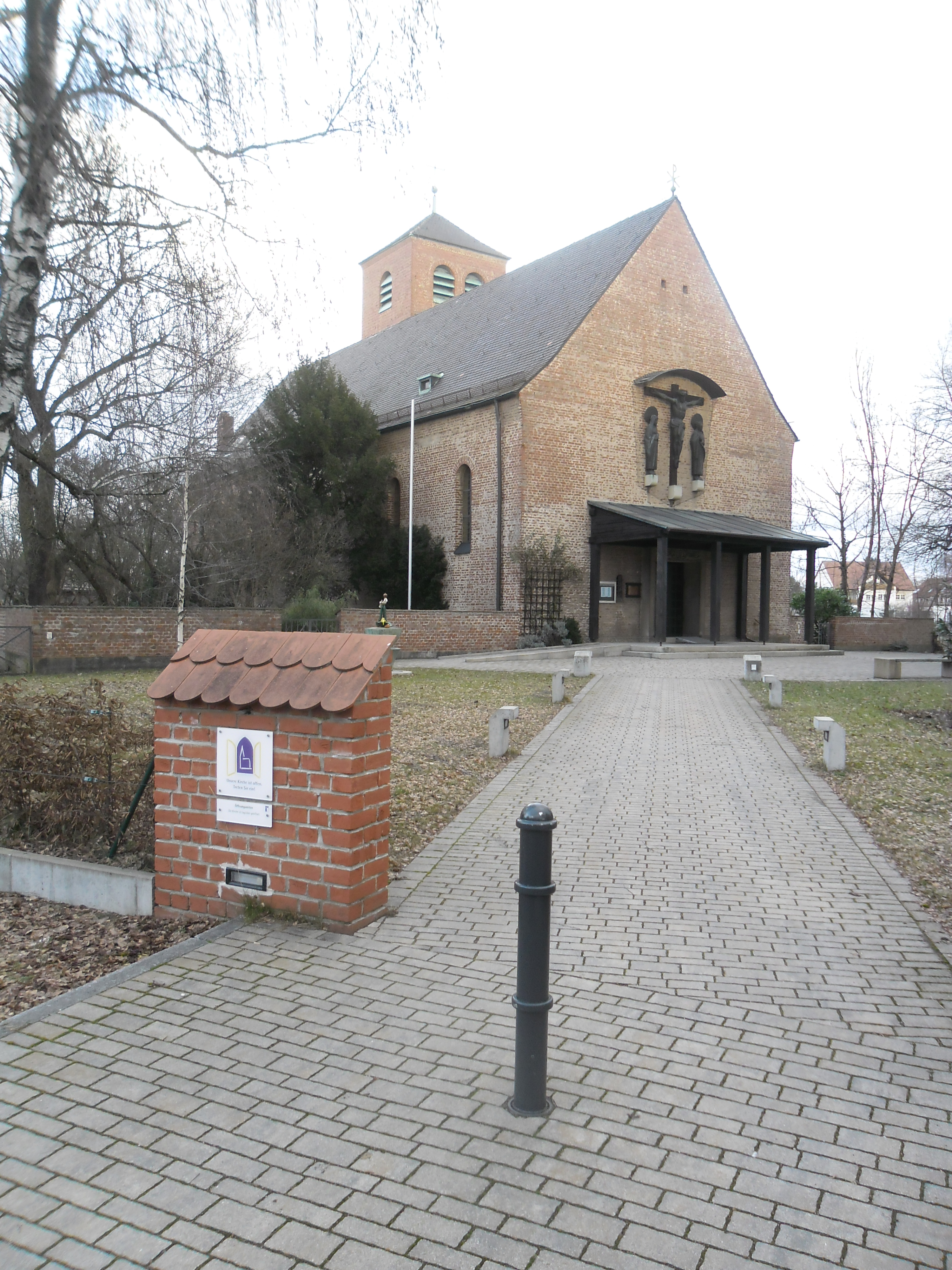
Die evangelische Thomaskirche im dörflich geprägten Westen des Stadtteiles
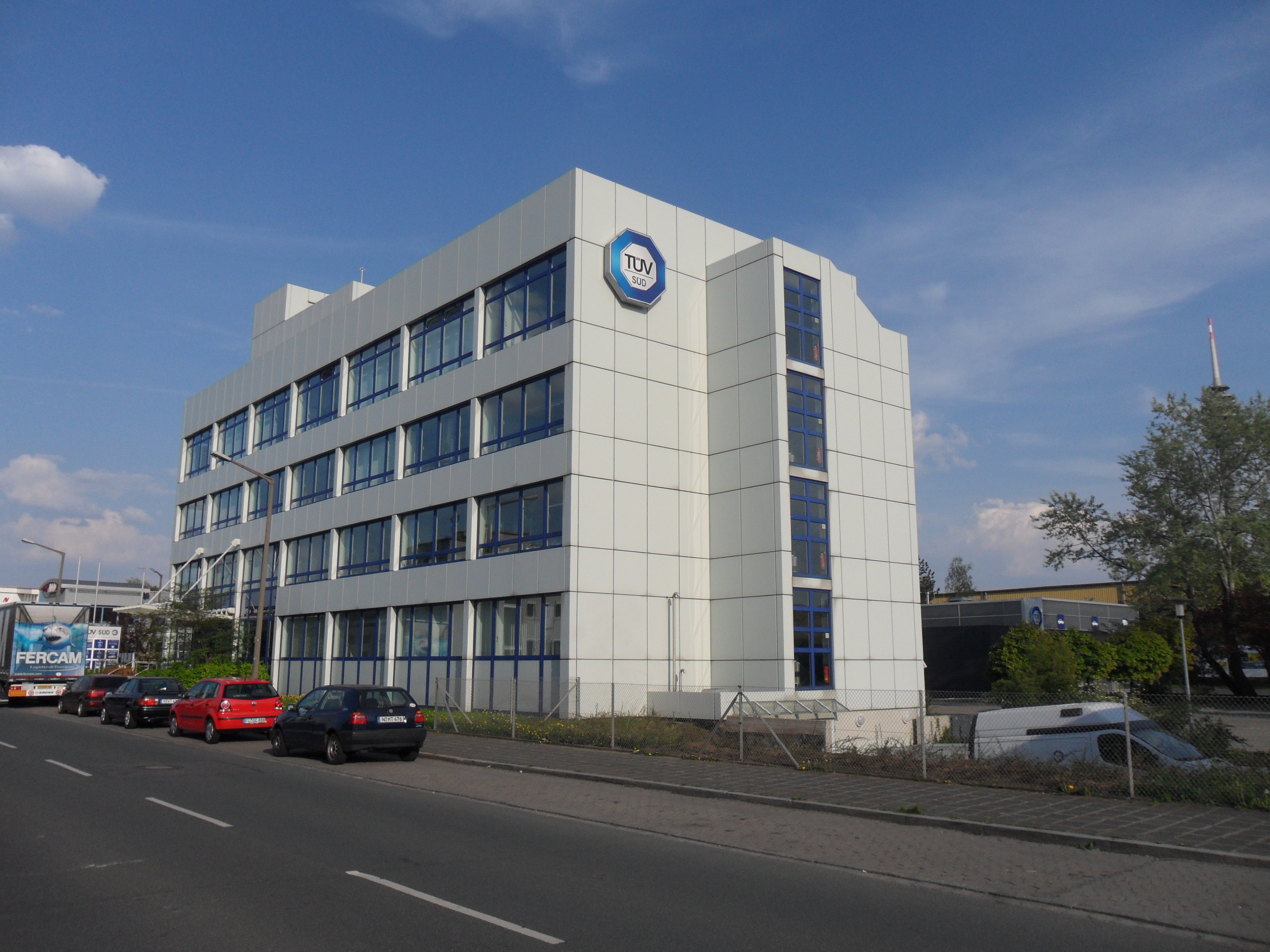
Geschäftshaus, Edisonstraße 15
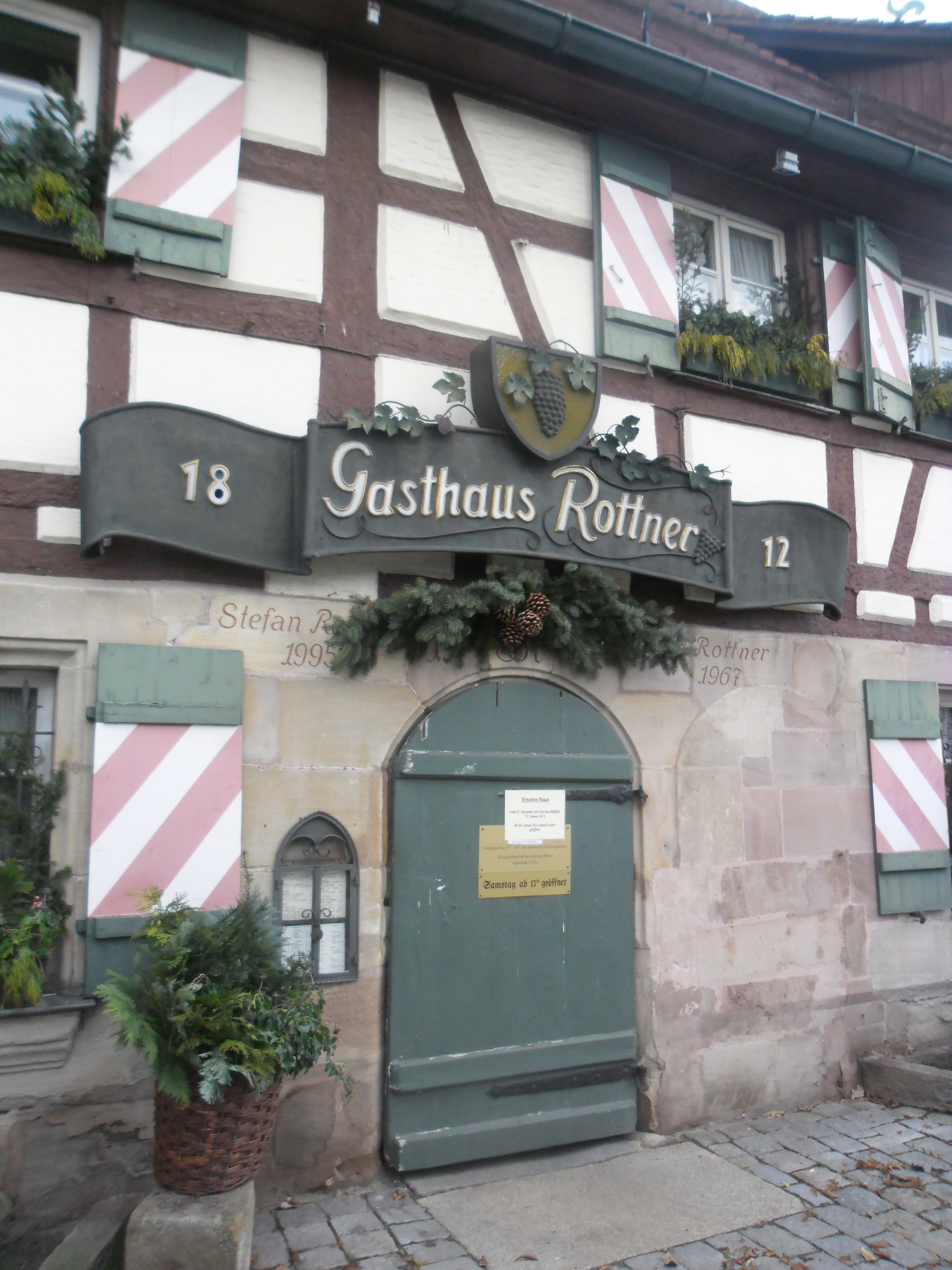
Eingang zum Gasthaus Rottner, Winterstraße 15
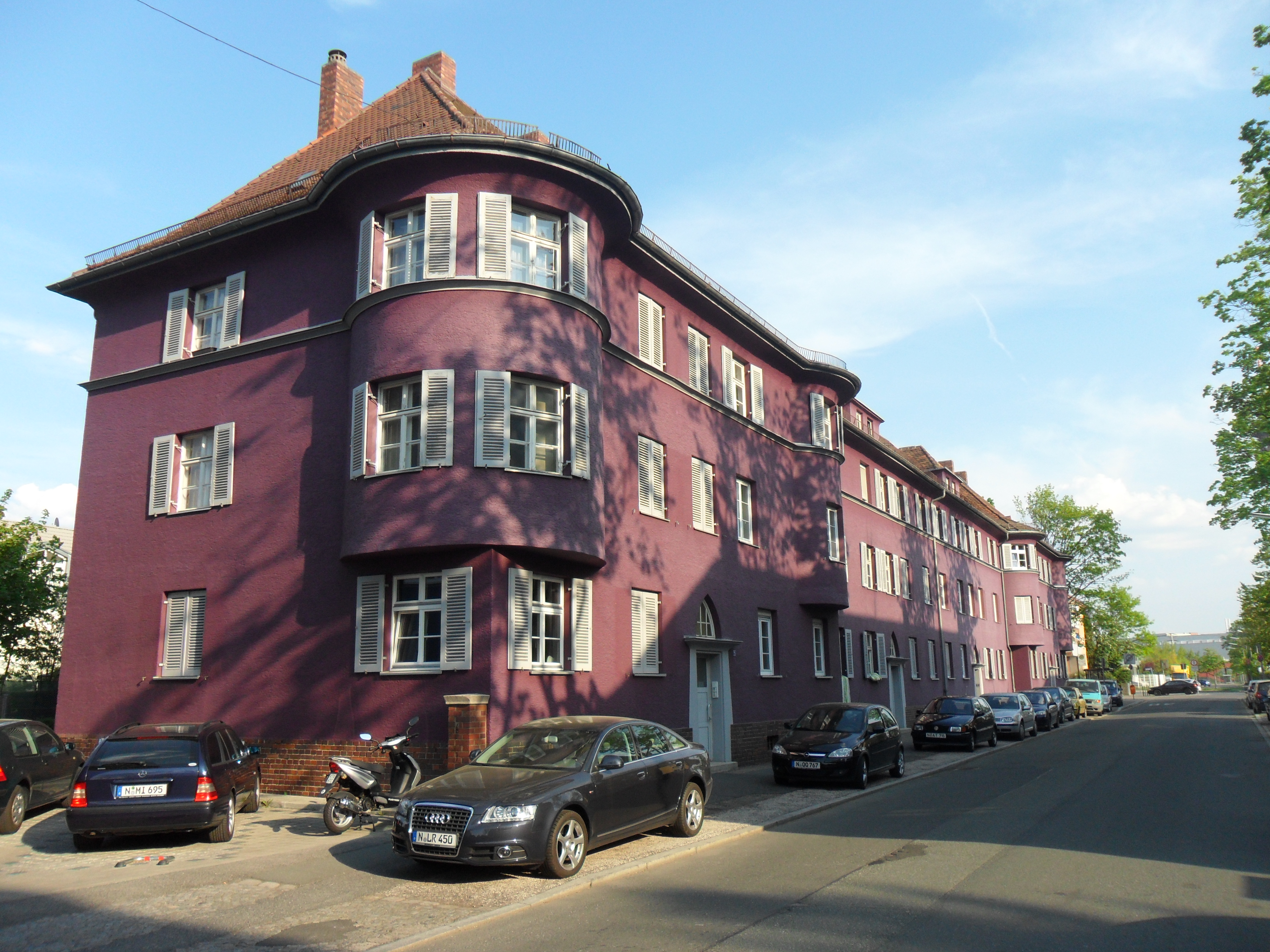
Farbenfroh gestaltetes Mietshaus in der Tillystraße (Nr. 21 bis 27)
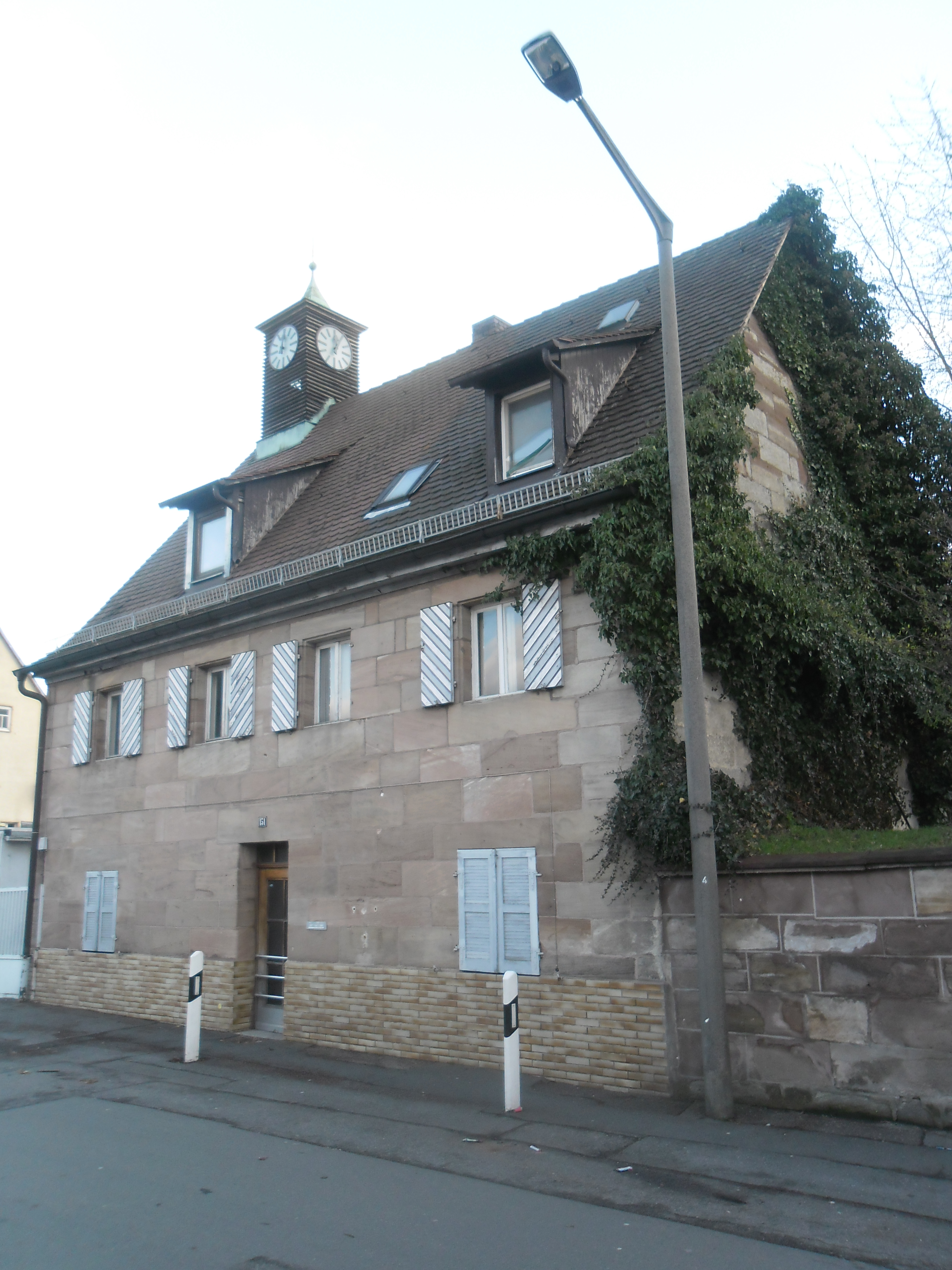
Historisches Sandsteinquaderhaus, Alte Wallensteinstraße 151
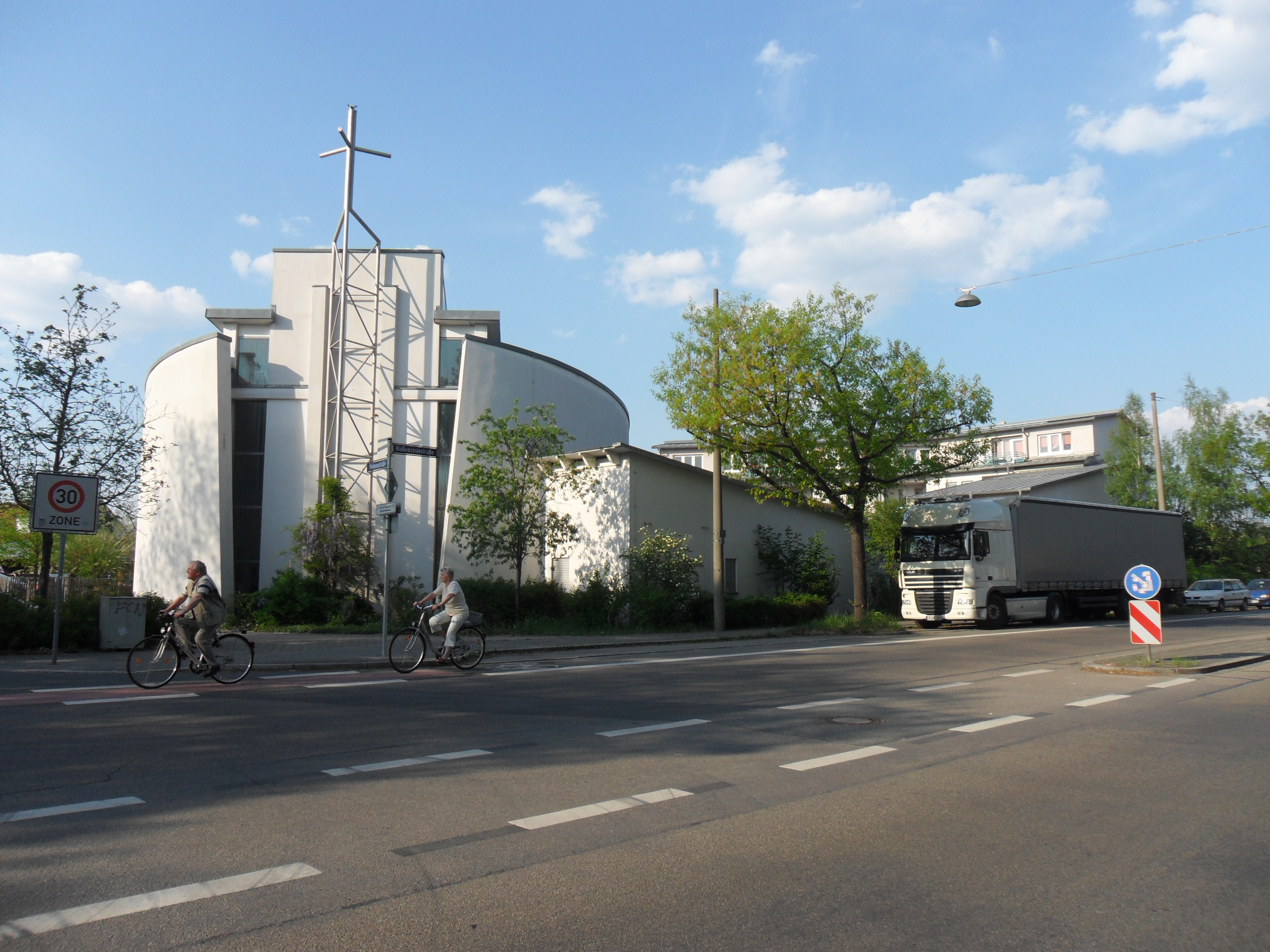
Die Filialkirche St. Lioba, Hornungstraße 45
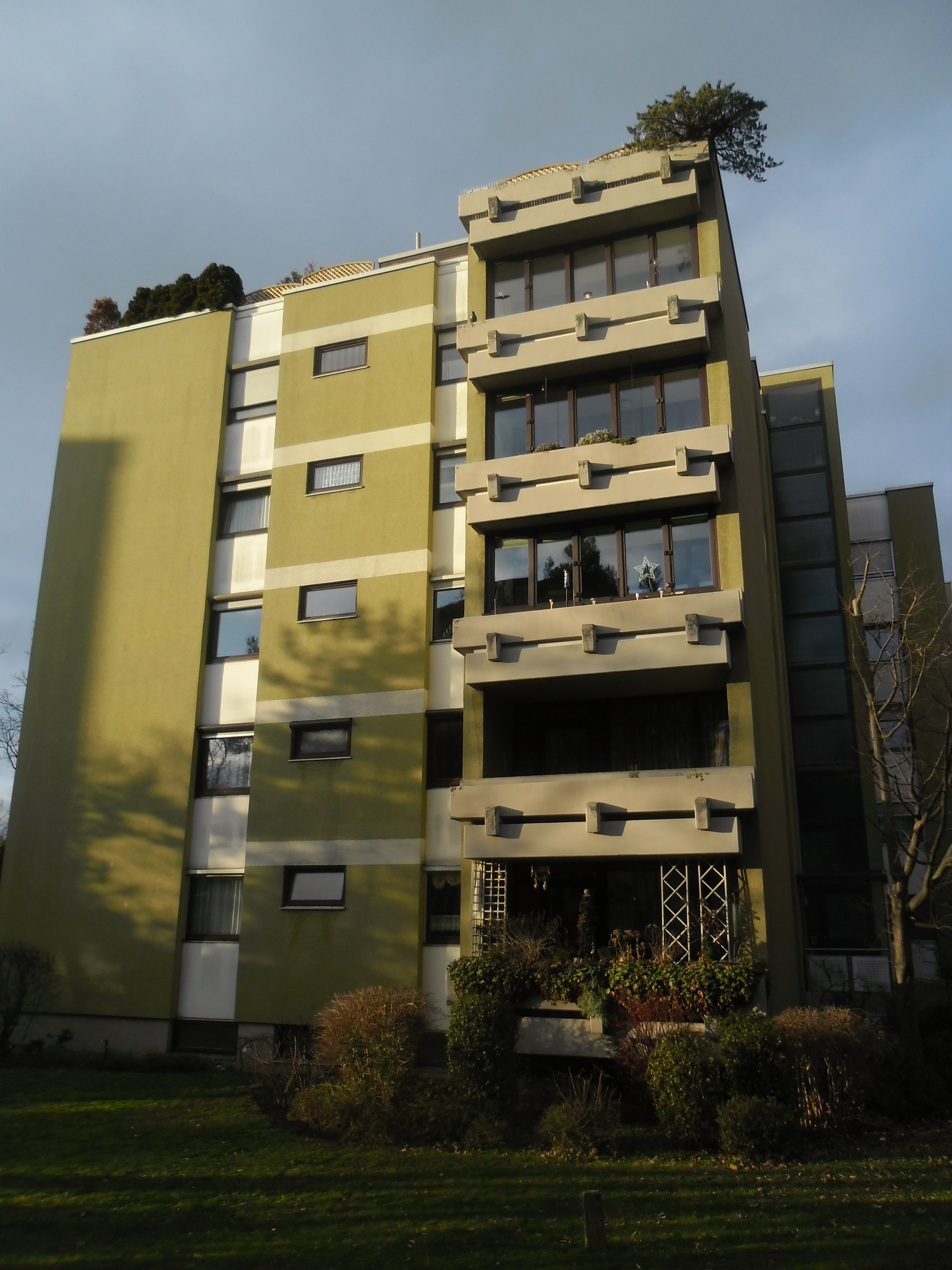
Wohnhochhaus, Elsa-Brändström-Straße 72
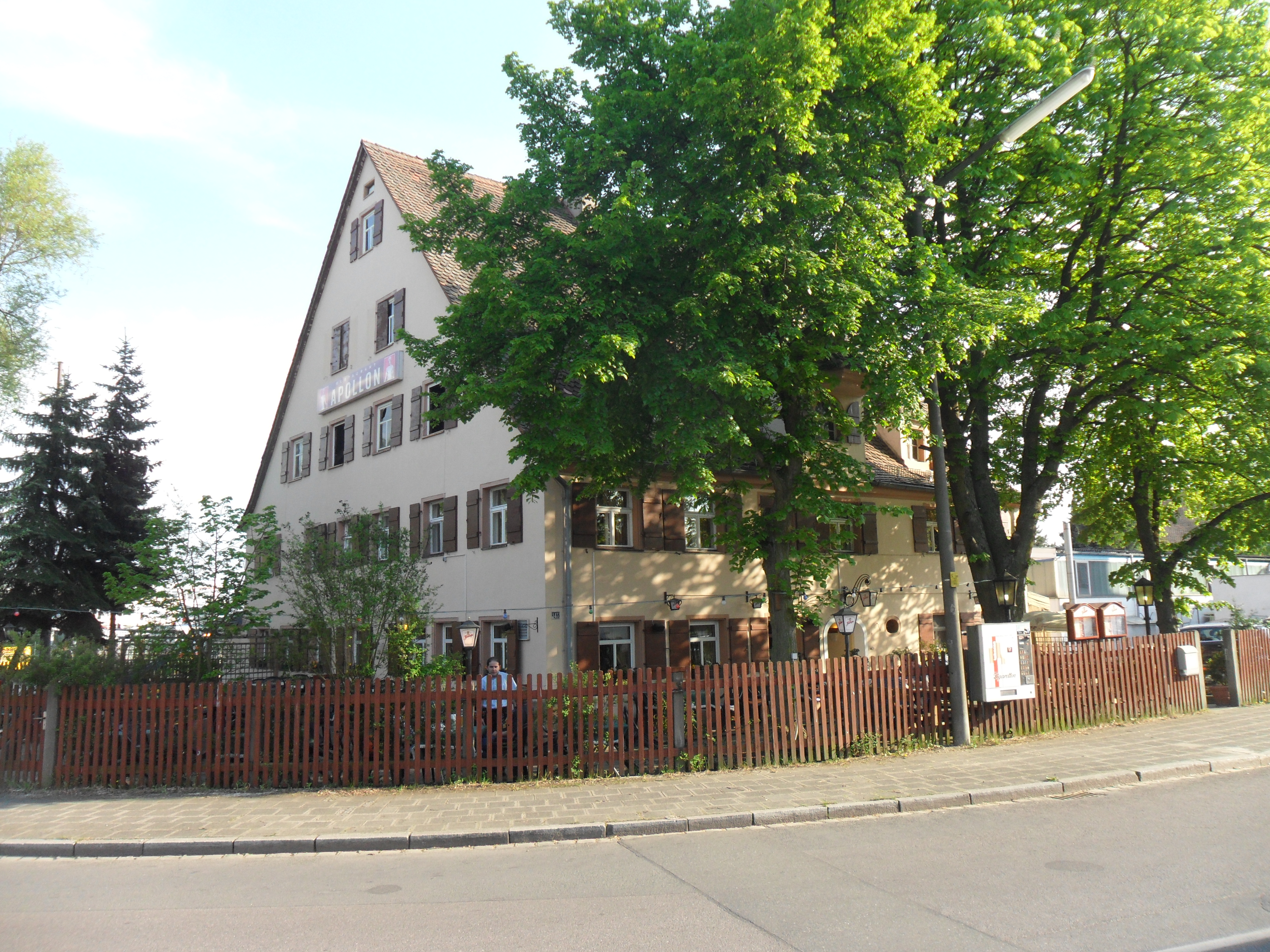
Das griechische Restaurant Apollon, Alte Wallensteinstraße 149
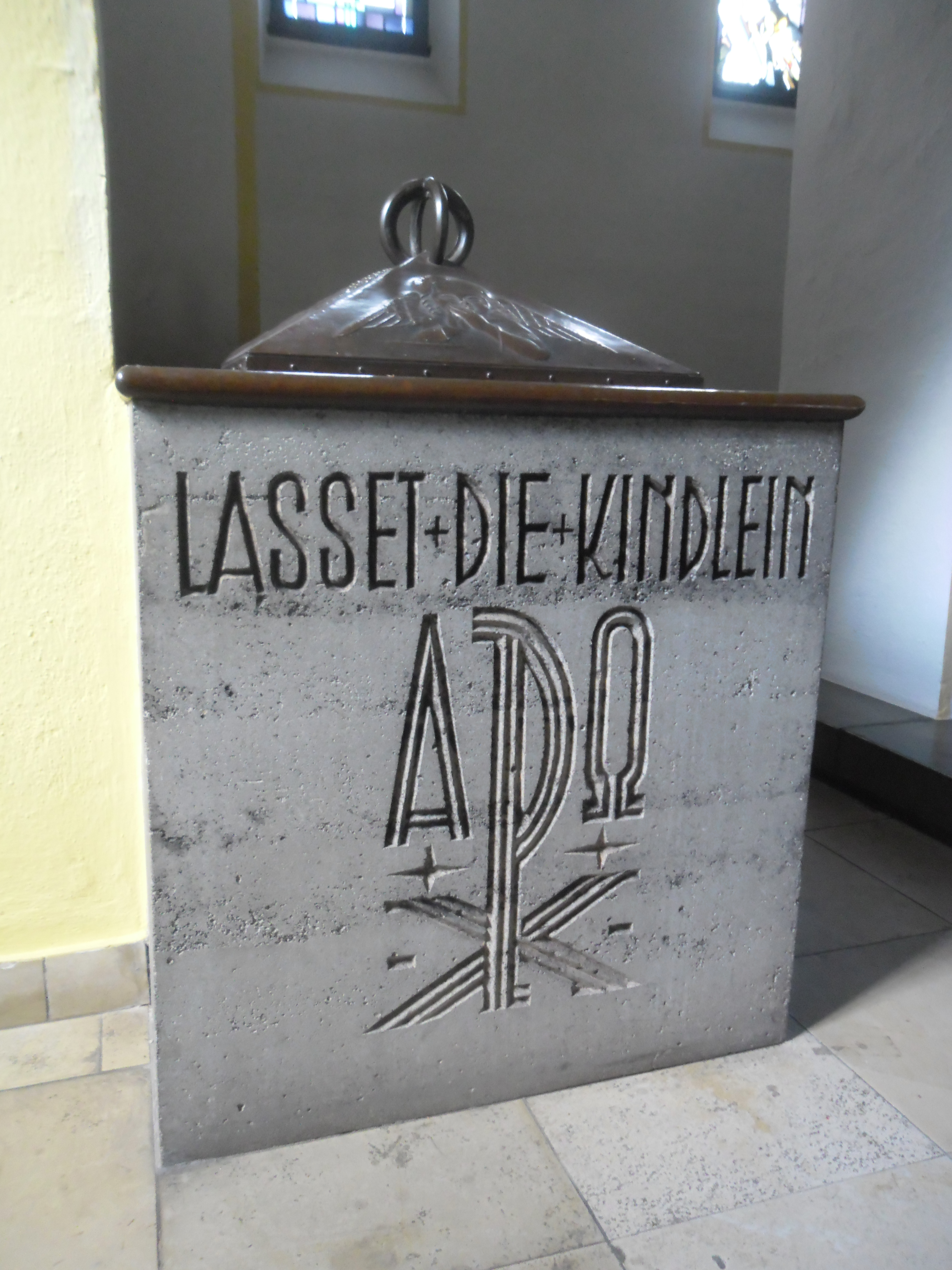
Taufstein in der Thomaskirche
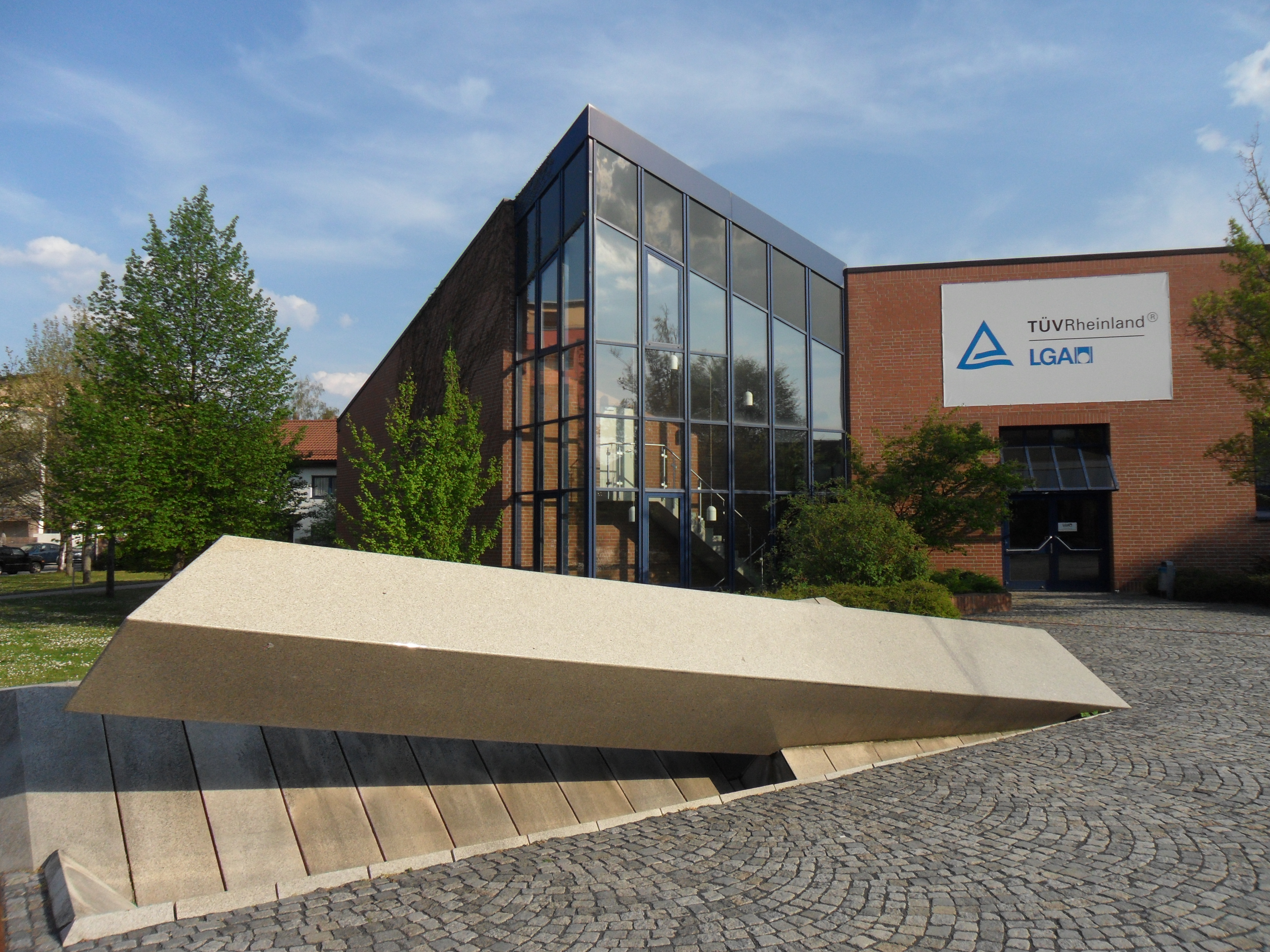
Freiplastik vor einem Nebeneingang des LGA-Komplexes
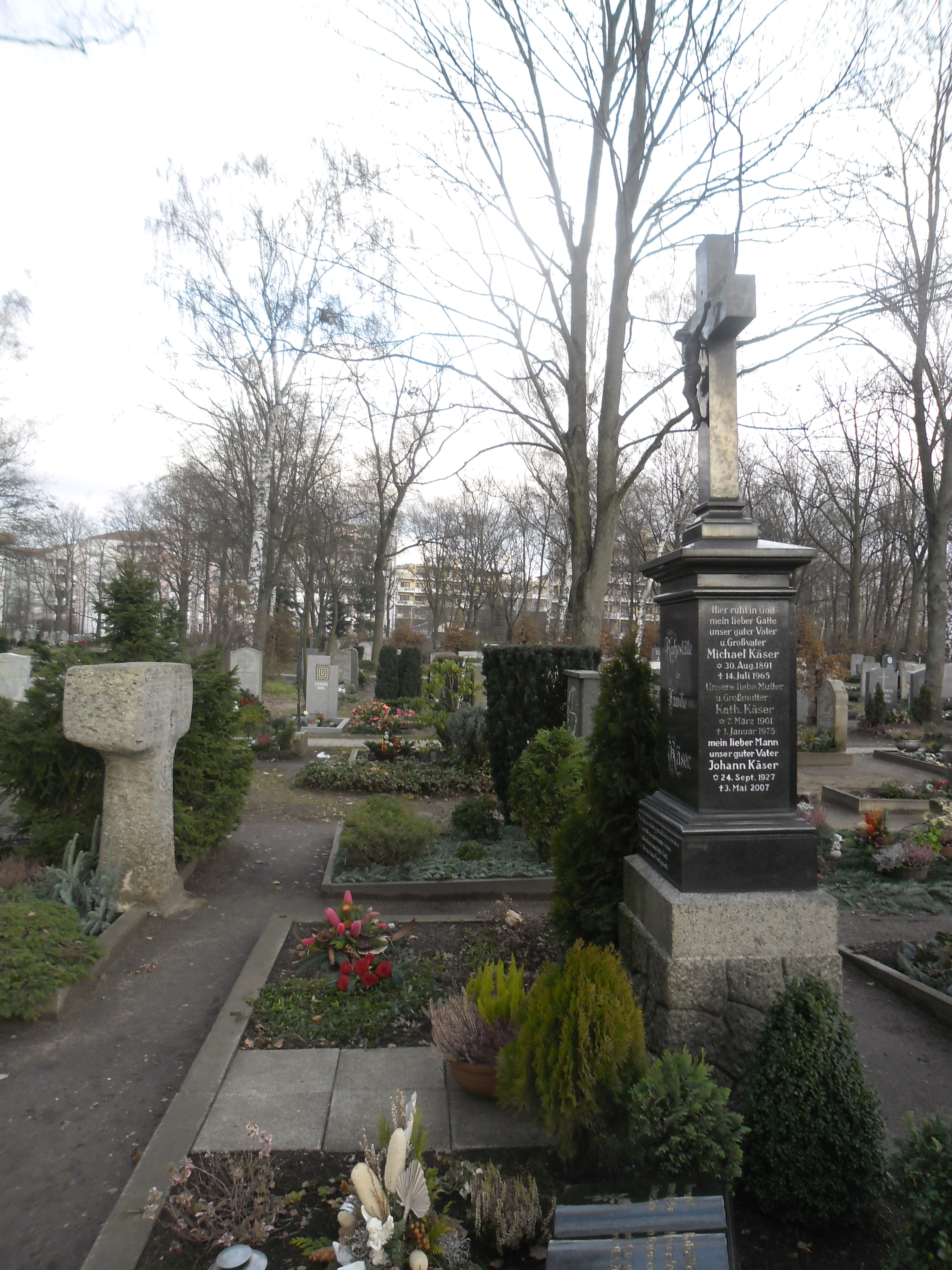
Der Friedhof Großreuth, Herbststraße 50 mit Häusern in der Appenzeller Straße im Hintergrund
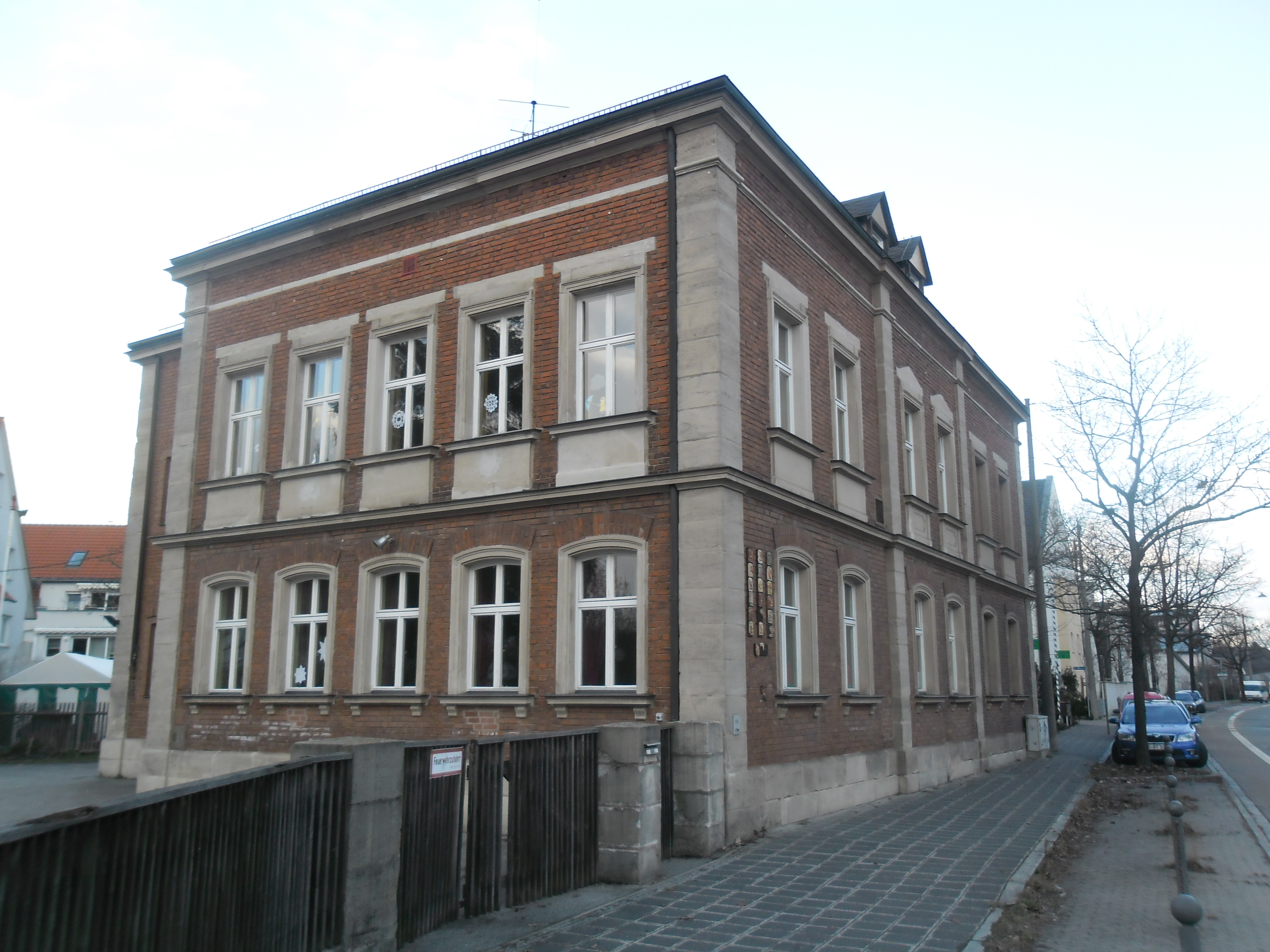
Dependance-Gebäude der Dunant-Schule, Wallensteinstraße 130
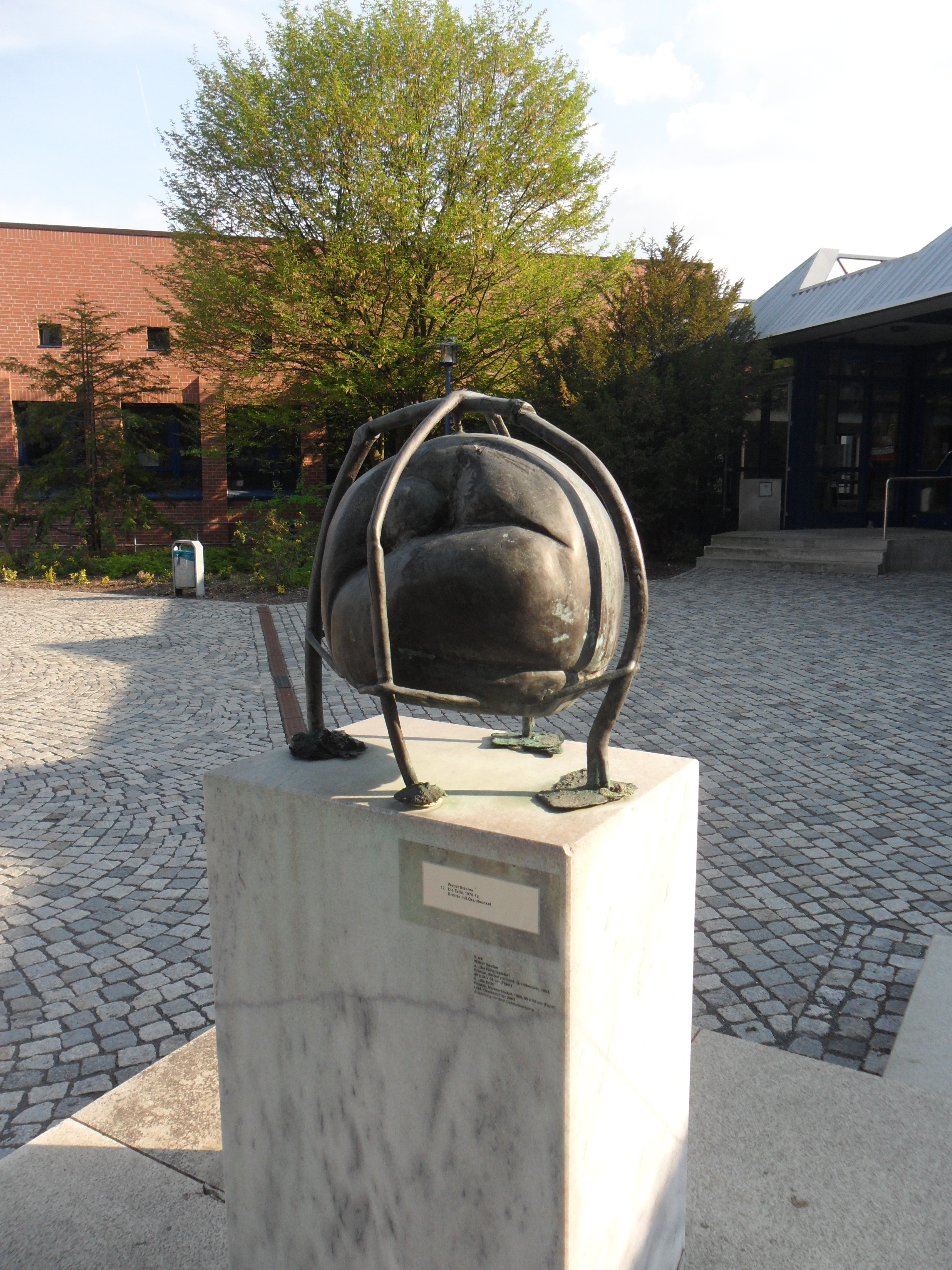
Kunstobjekt vor dem Haupteingang der LGA-Hauptstelle Nürnberg
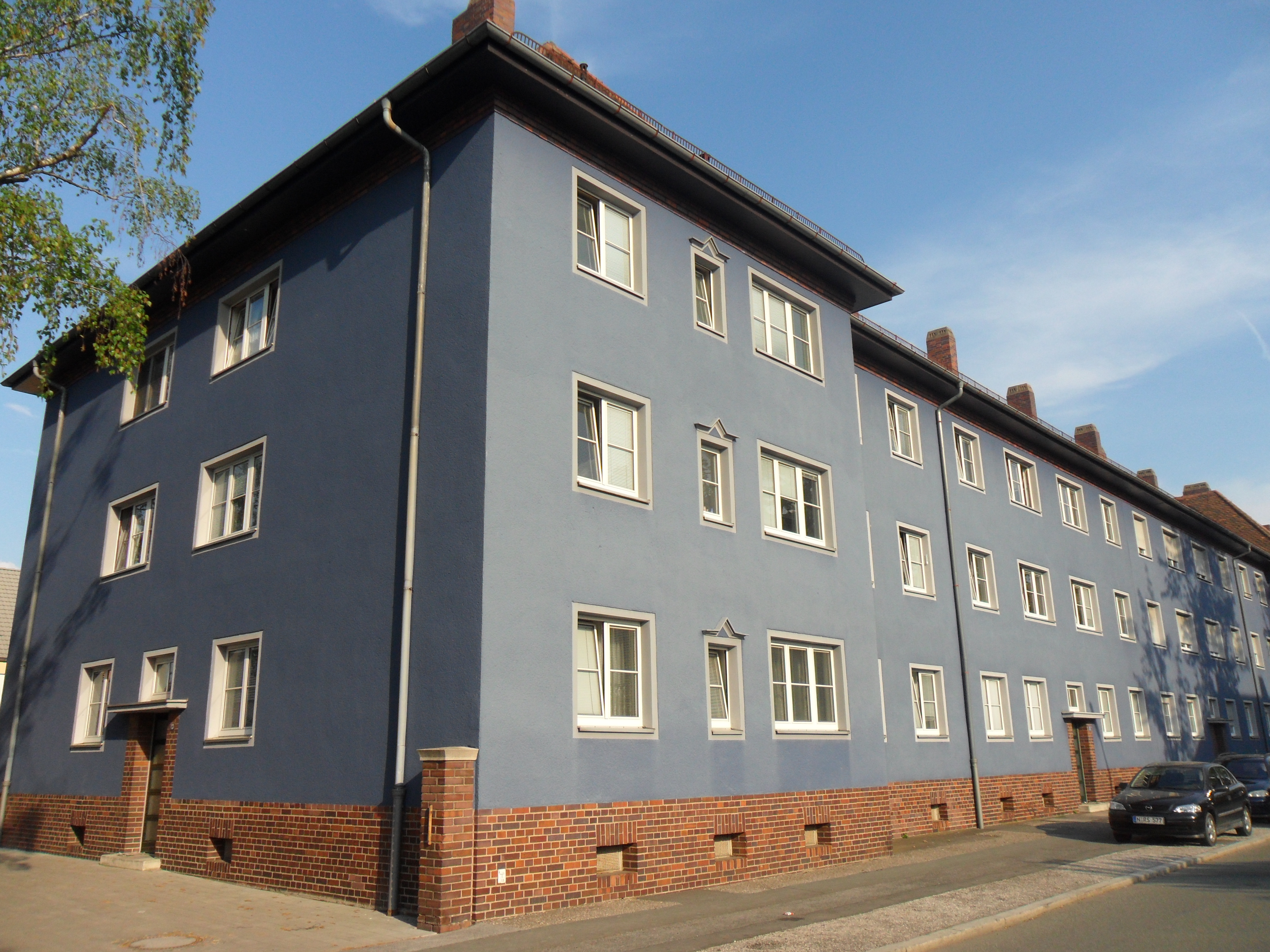
Mietshaus, Tillystraße 13 und 15
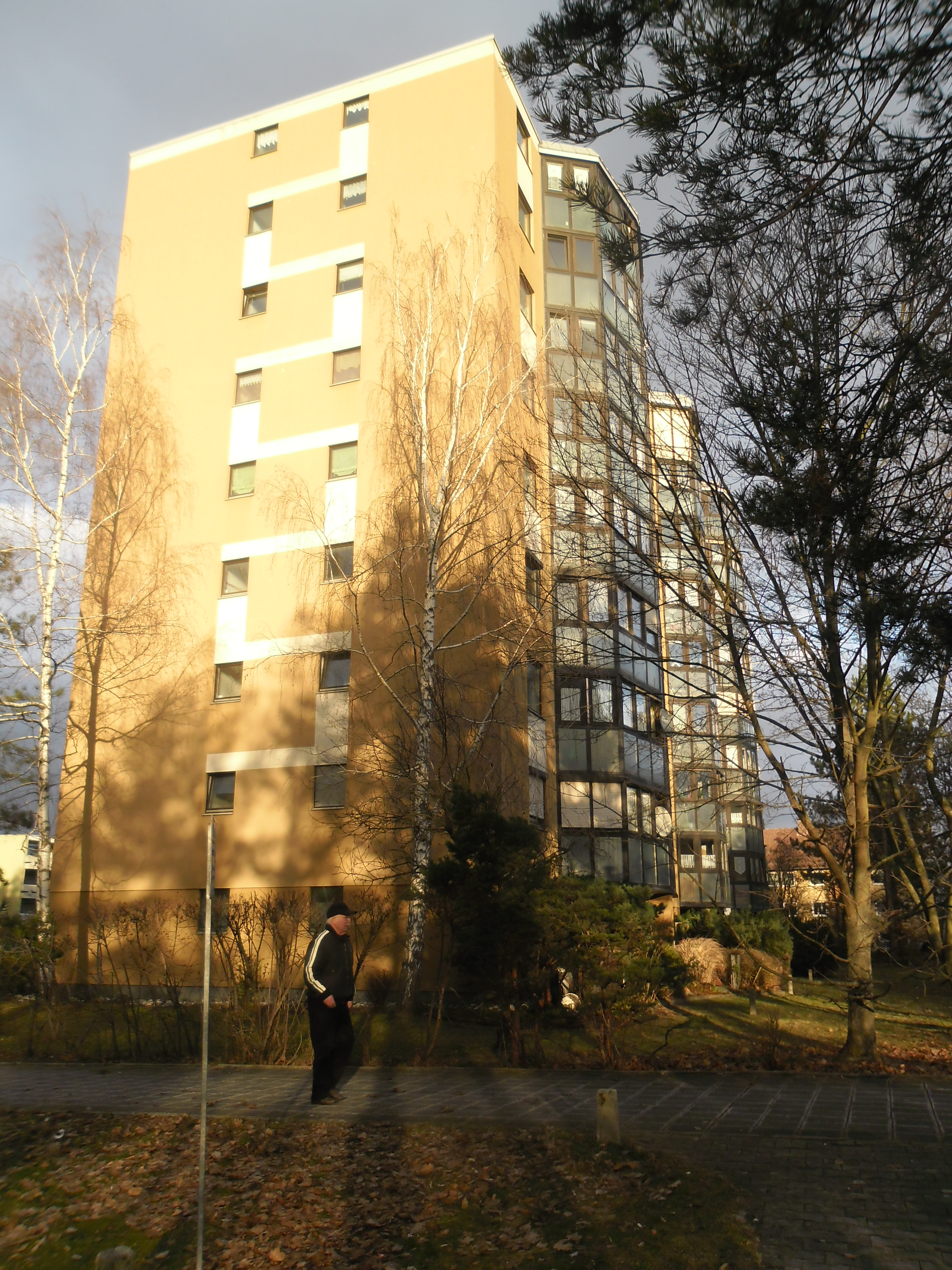
Wohnhochhaus, Elsa-Brändström-Straße 74 gegenüber dem Hotel Novina am Tillypark
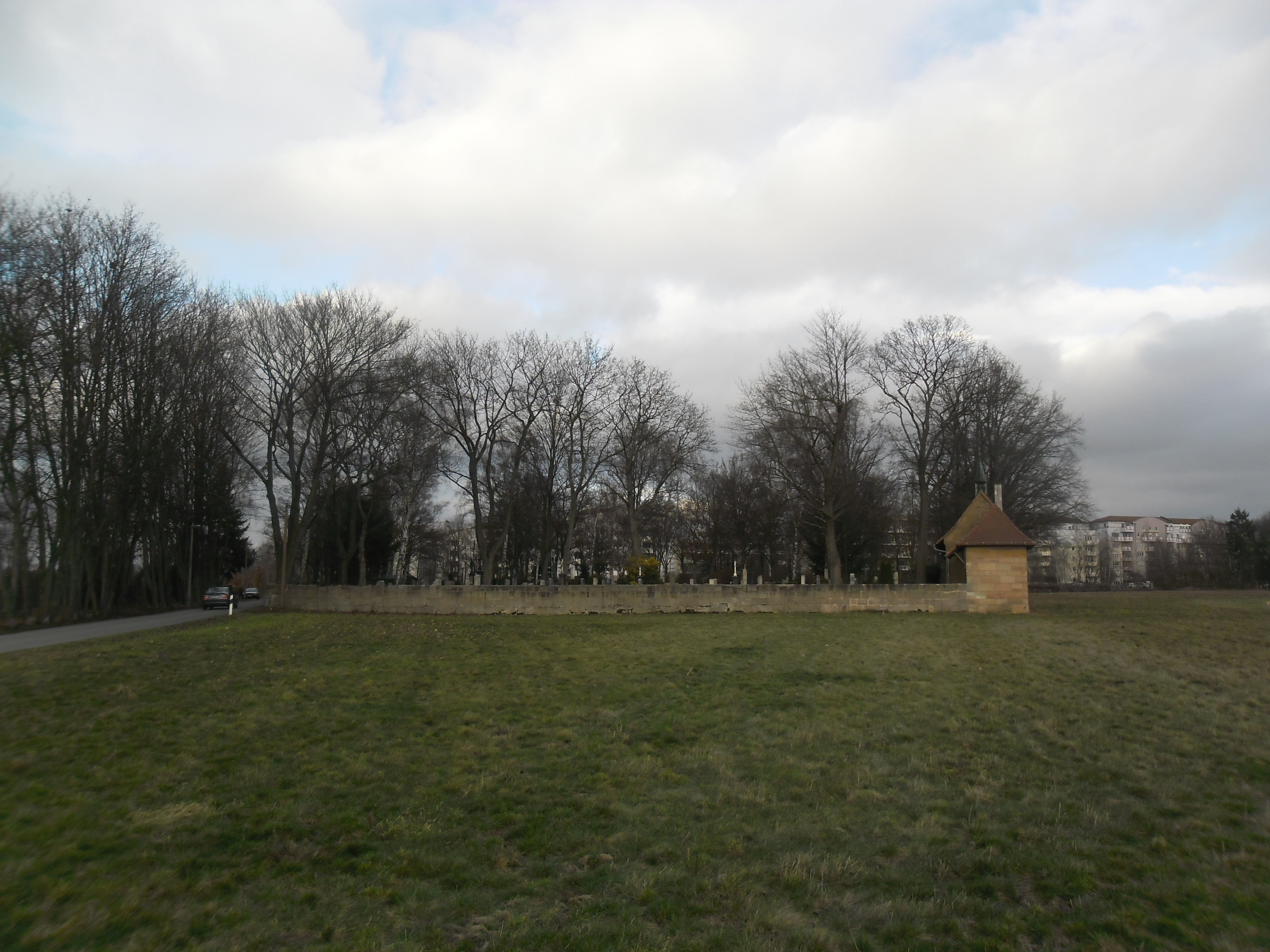
Der Nordwesten des Stadtteiles ist weitgehend unbebaut und durch landwirtschaftliche Nutzflächen geprägt
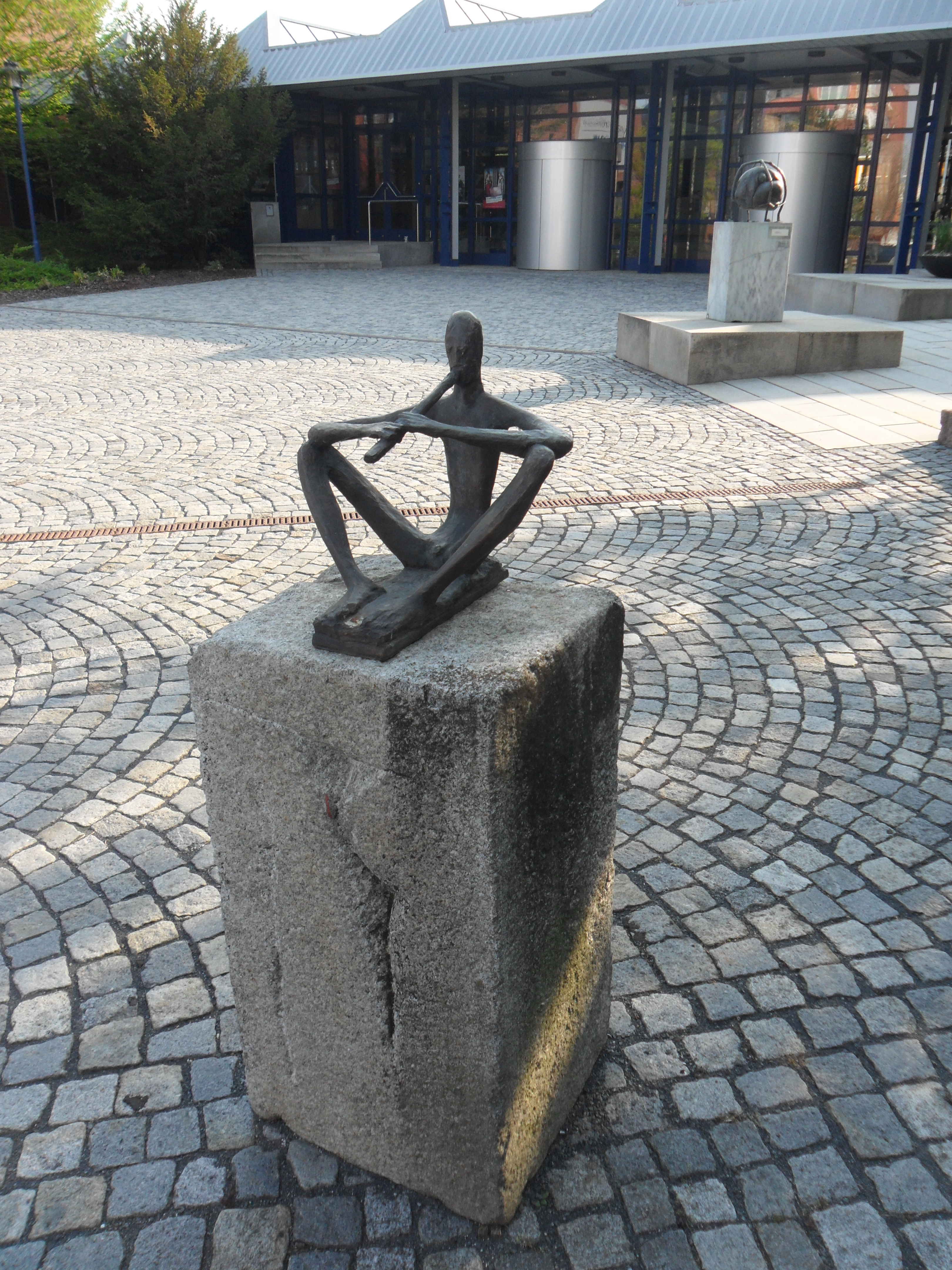
Sitzender Flötenspieler mit dem LGA-Haupteingang im rechten Hintergrund
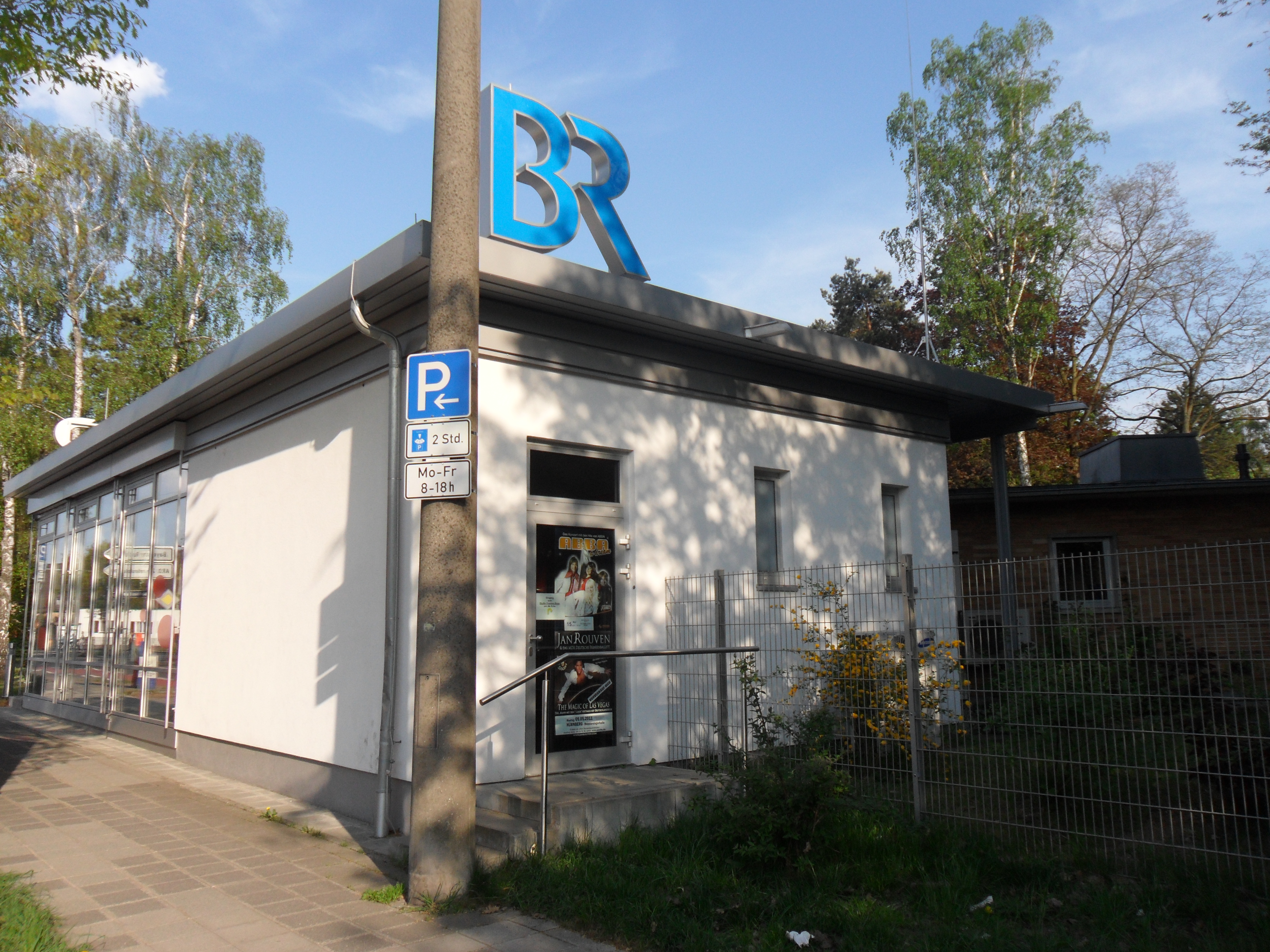
Der BR-Shop neben der Pforte an der Einfahrt zum Gelände des Bayerischen Rundfunks, Wallensteinstraße 117
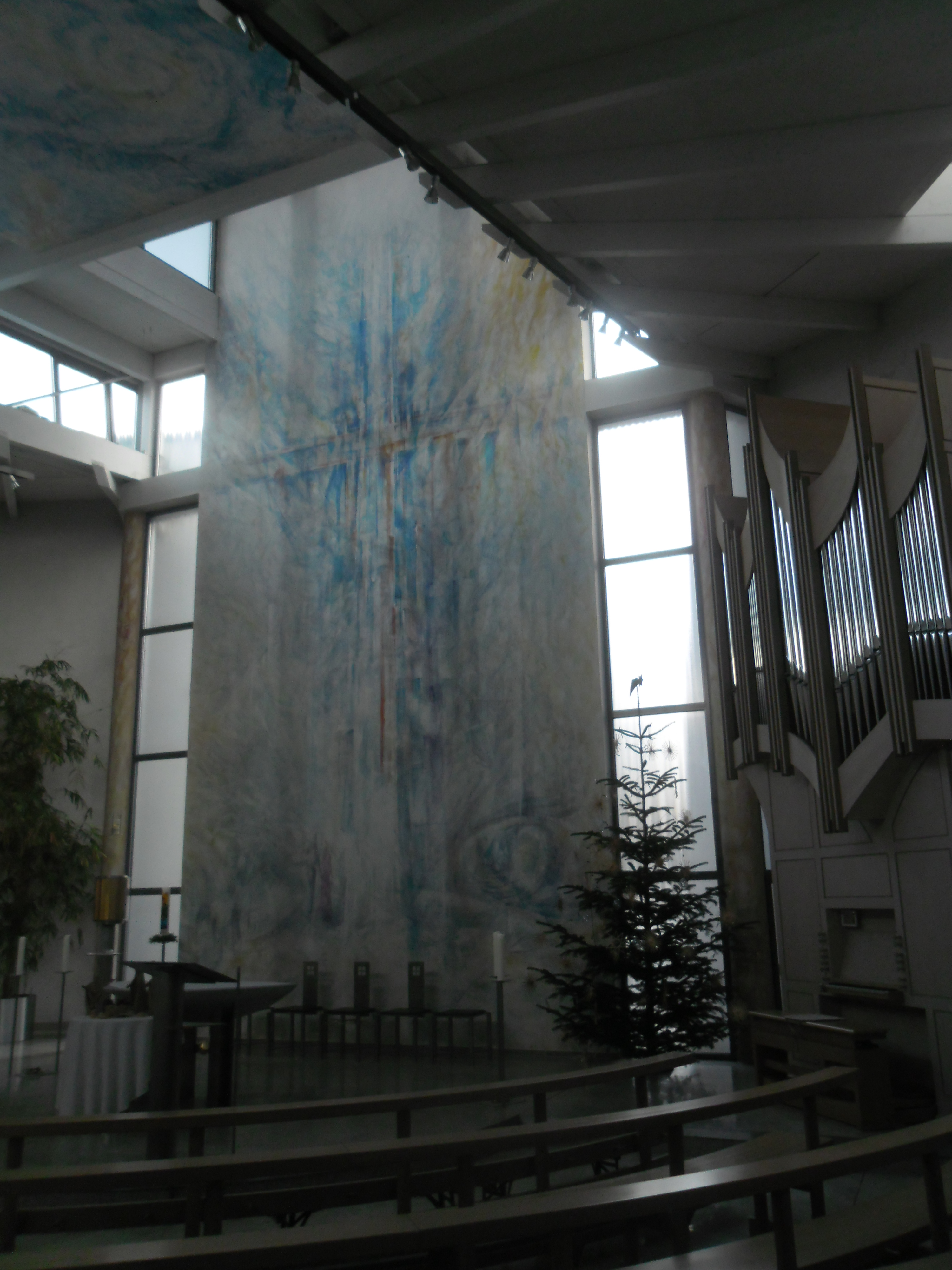
Innenansicht von St. Lioba, Hornungstraße 45
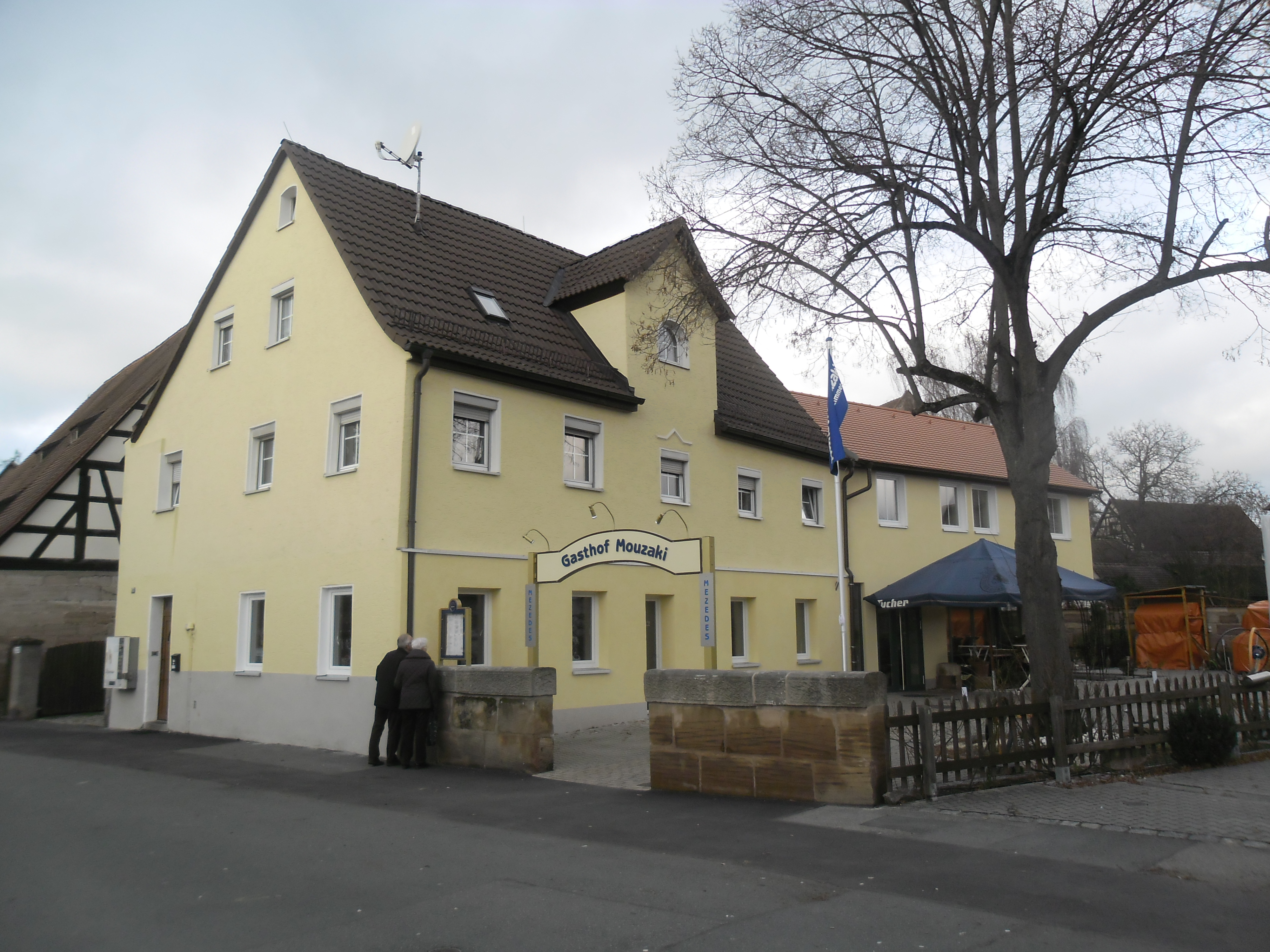
Der Gasthof Mouzaki, Alte Wallensteinstraße 158
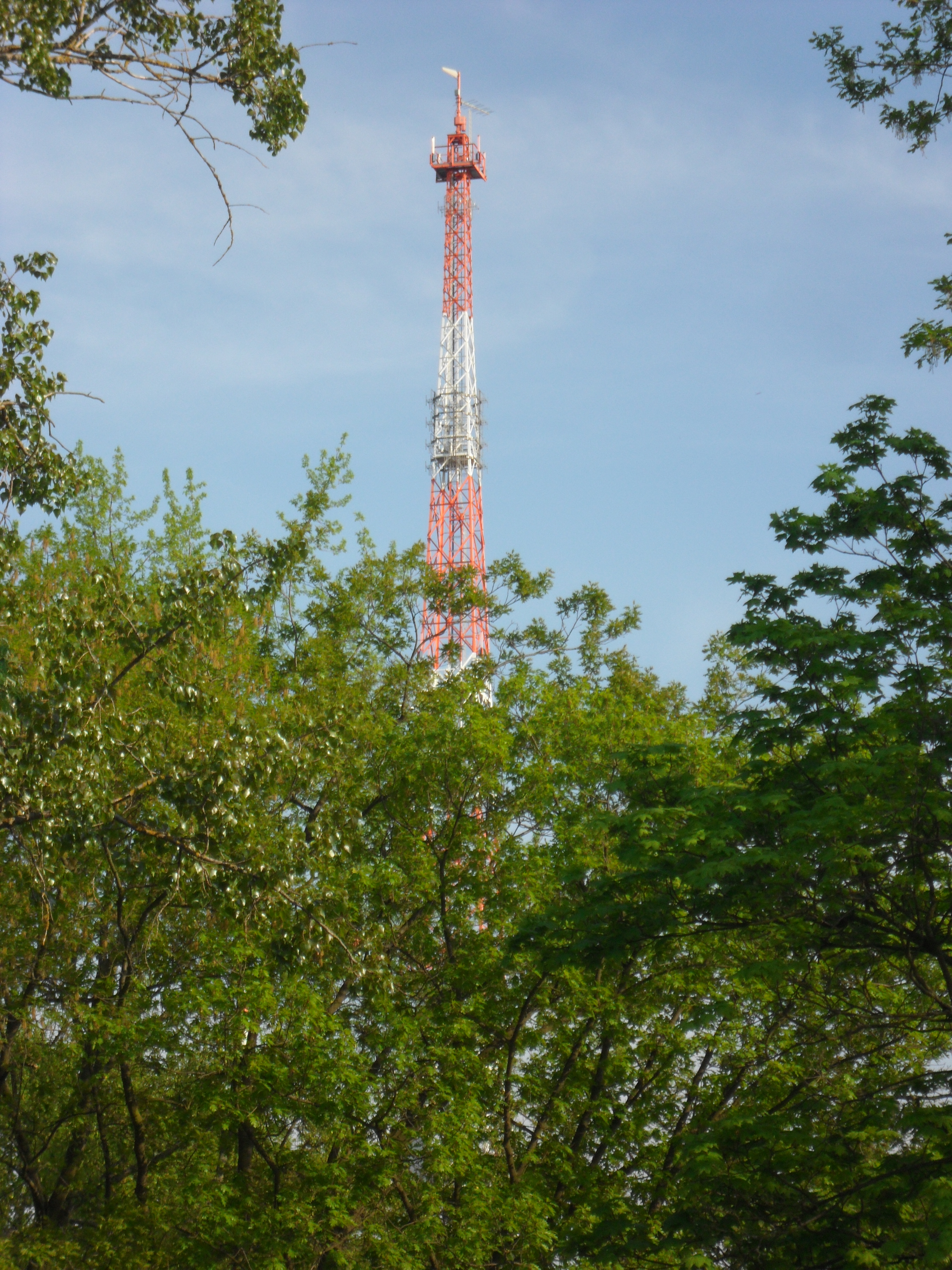
Der rot-weiß gestrichene Sendeturm auf dem Parkgelände des Studios Franken ist 108 m hoch.
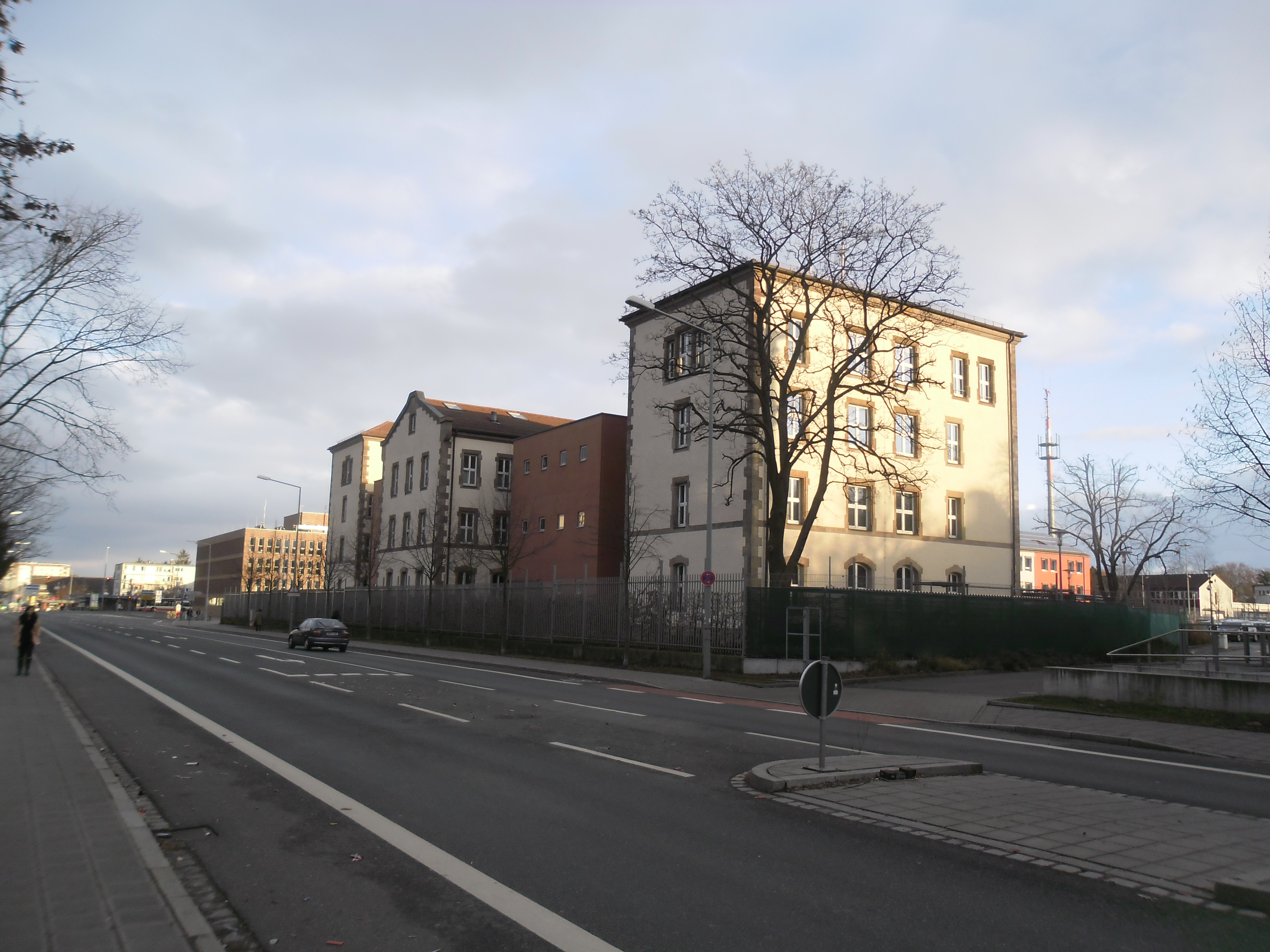
Ehemalige Kasernengebäude und die Polizeiinspektion Nürnberg-West an der Südseite der Wallensteinstraße
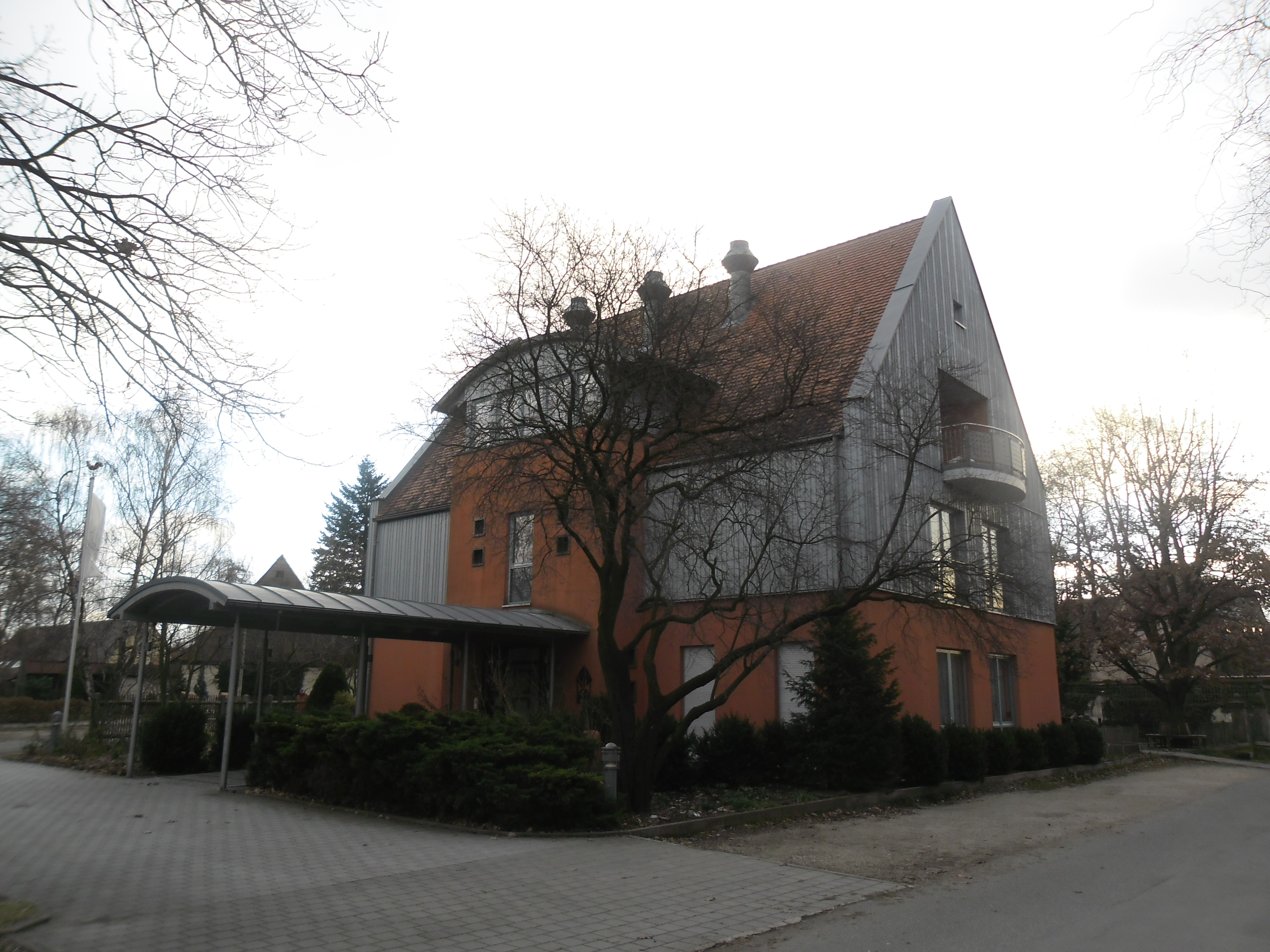
Gebäude des Hotels Rottner in der Winterstraße
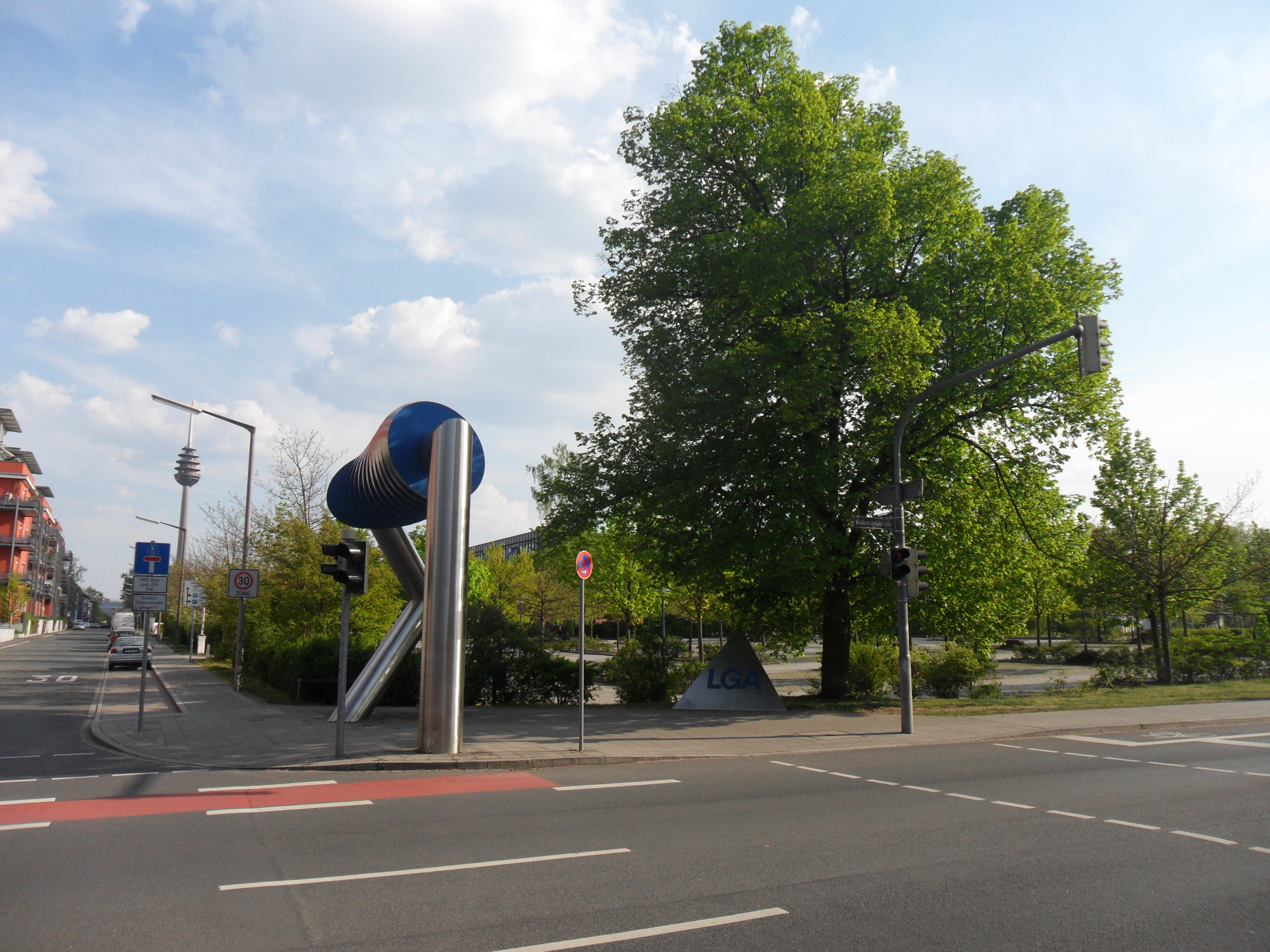
Der Fernmeldeturm Nürnberg im Stadtteil Hohe Marter überragt den Sendeturm in Großreuth um 185 m.
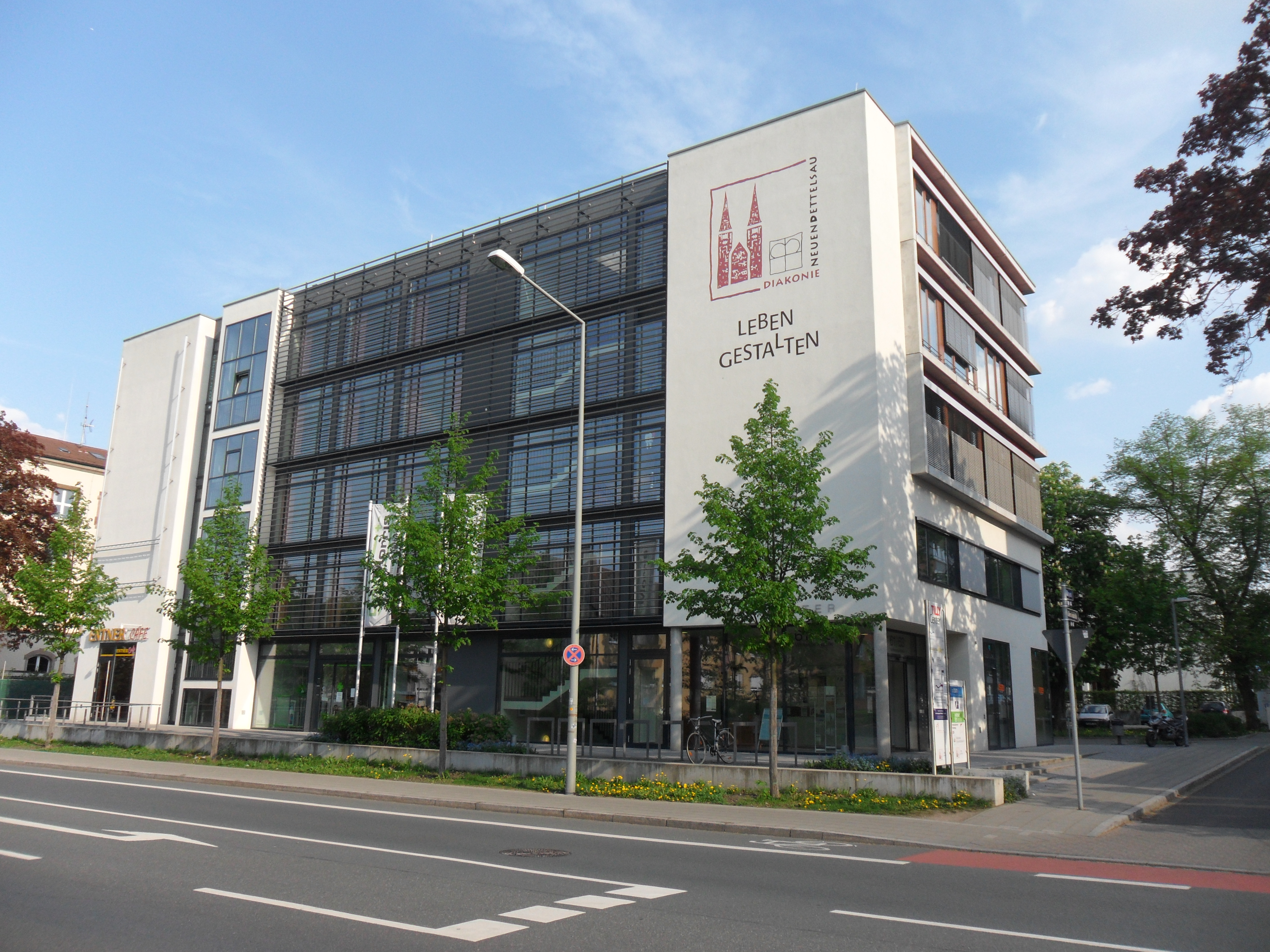
Das Tilly-Center, Wallensteinstraße 61
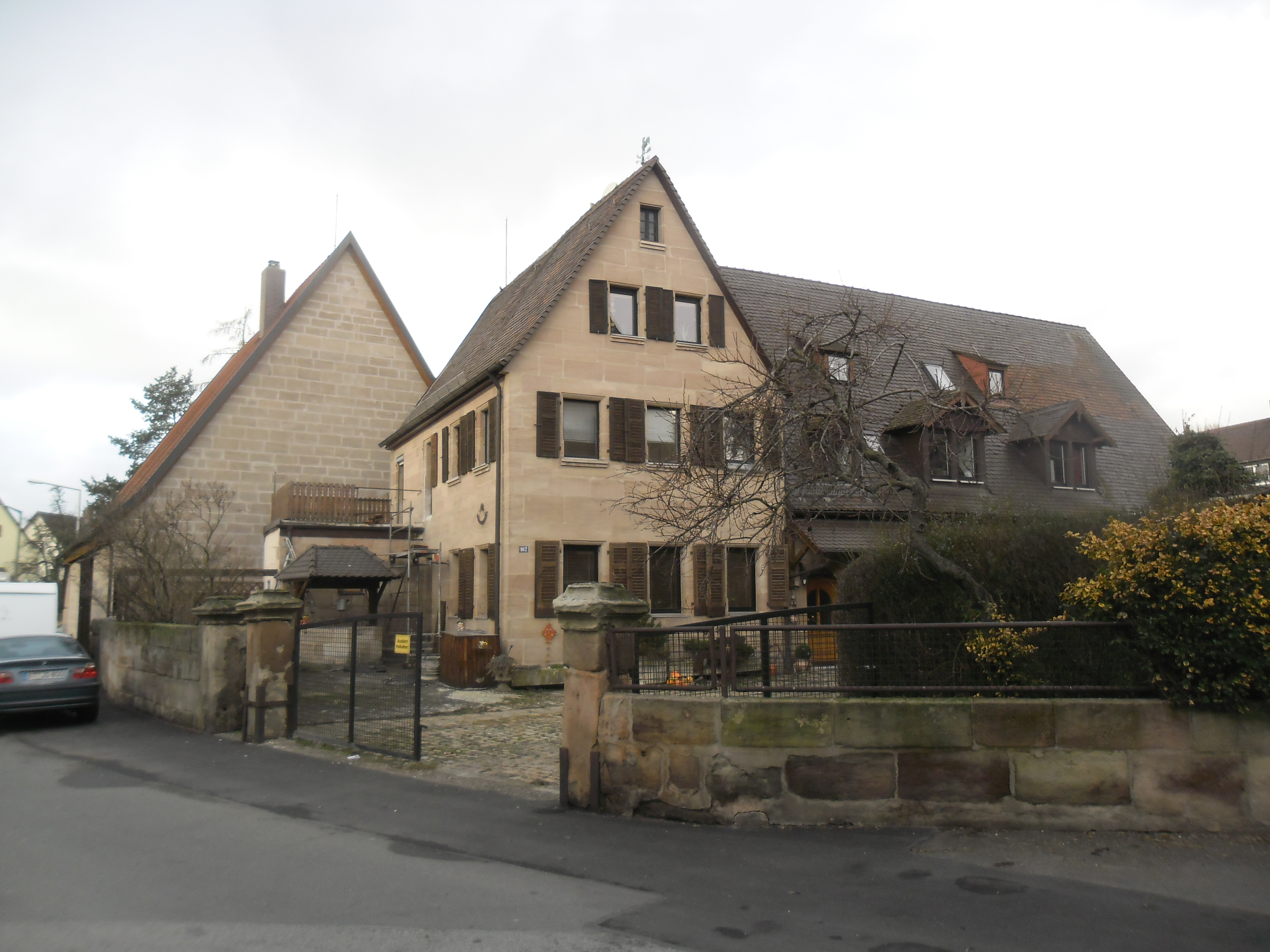
Dörfliches Anwesen, Alte Wallensteinstraße 162
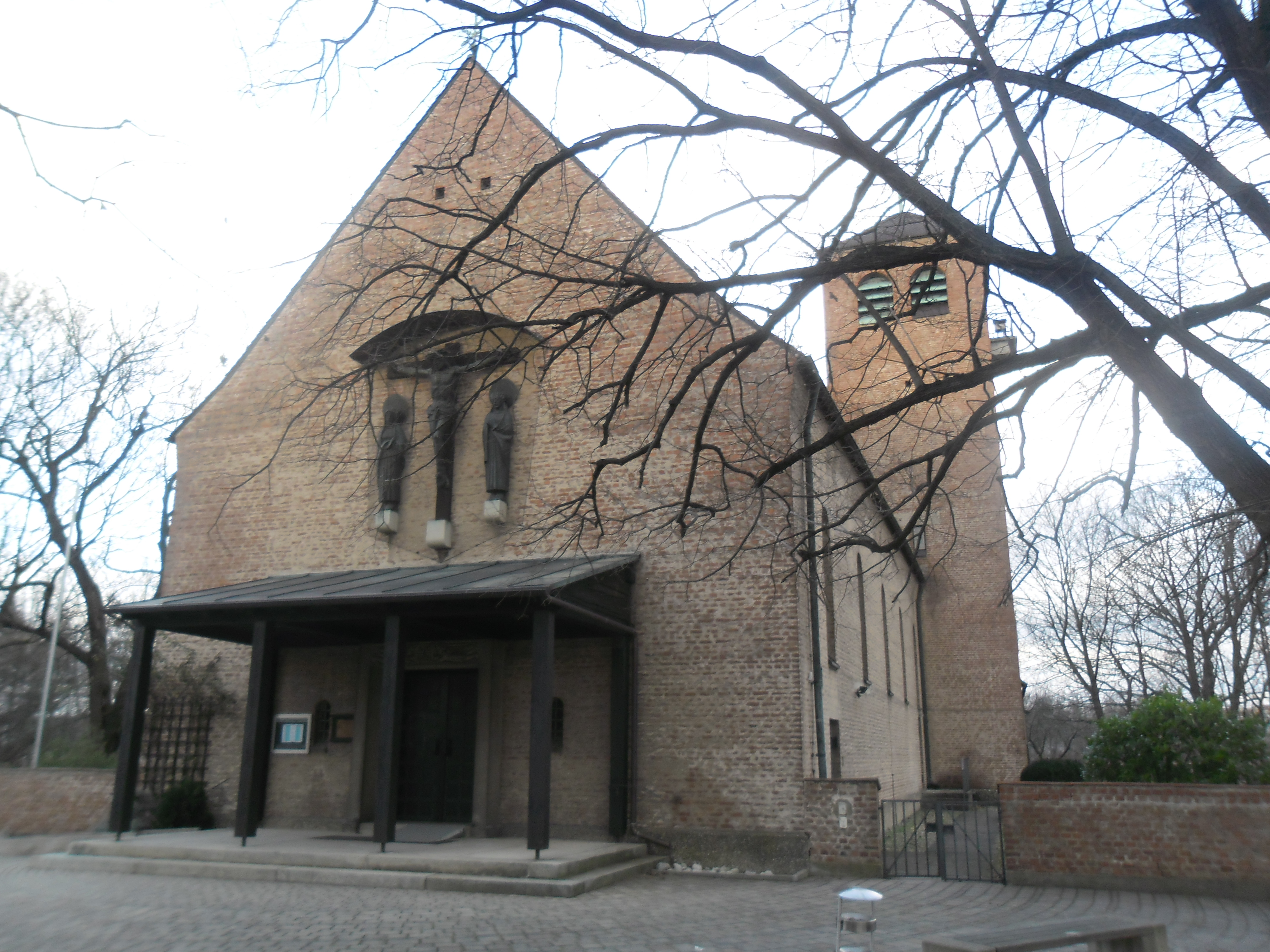
Die Thomaskirche in Großreuth wurde wie die Stephanuskirche in Gebersdorf von Christian Ruck entworfen und 1931 erbaut.